# 1871
Portal Geschichte | Portal Biografien | Aktuelle Ereignisse | Jahreskalender | Tagesartikel

◄ |
18. Jahrhundert |
19. Jahrhundert
| 20. Jahrhundert | ►

◄ |
1840er |
1850er |
1860er |
1870er
| 1880er | 1890er | 1900er | ►

◄◄ |
◄ |
1867 |
1868 |
1869 |
1870 |
1871
| 1872 | 1873 | 1874 | 1875 | ► | ►►
Staatsoberhäupter · Wahlen · Nekrolog · Kunstjahr · Literaturjahr · Musikjahr   · Sportjahr
| Januar | Januar | Januar | Januar | Januar | Januar | Januar | Januar |
| Kw     | Mo     | Di     | Mi     | Do     | Fr     | Sa     | So     |
| ------ | ------ | ------ | ------ | ------ | ------ | ------ | ------ |
| 52     |        |        |        |        |        |        | 1      |
| 1      | 2      | 3      | 4      | 5      | 6      | 7      | 8      |
| 2      | 9      | 10     | 11     | 12     | 13     | 14     | 15     |
| 3      | 16     | 17     | 18     | 19     | 20     | 21     | 22     |
| 4      | 23     | 24     | 25     | 26     | 27     | 28     | 29     |
| 5      | 30     | 31     |        |        |        |        |        |

| Februar | Februar | Februar | Februar | Februar | Februar | Februar | Februar |
| Kw      | Mo      | Di      | Mi      | Do      | Fr      | Sa      | So      |
| ------- | ------- | ------- | ------- | ------- | ------- | ------- | ------- |
| 5       |         |         | 1       | 2       | 3       | 4       | 5       |
| 6       | 6       | 7       | 8       | 9       | 10      | 11      | 12      |
| 7       | 13      | 14      | 15      | 16      | 17      | 18      | 19      |
| 8       | 20      | 21      | 22      | 23      | 24      | 25      | 26      |
| 9       | 27      | 28      |         |         |         |         |         |

| März | März | März | März | März | März | März | März |
| Kw   | Mo   | Di   | Mi   | Do   | Fr   | Sa   | So   |
| ---- | ---- | ---- | ---- | ---- | ---- | ---- | ---- |
| 9    |      |      | 1    | 2    | 3    | 4    | 5    |
| 10   | 6    | 7    | 8    | 9    | 10   | 11   | 12   |
| 11   | 13   | 14   | 15   | 16   | 17   | 18   | 19   |
| 12   | 20   | 21   | 22   | 23   | 24   | 25   | 26   |
| 13   | 27   | 28   | 29   | 30   | 31   |      |      |

| April | April | April | April | April | April | April | April |
| Kw    | Mo    | Di    | Mi    | Do    | Fr    | Sa    | So    |
| ----- | ----- | ----- | ----- | ----- | ----- | ----- | ----- |
| 13    |       |       |       |       |       | 1     | 2     |
| 14    | 3     | 4     | 5     | 6     | 7     | 8     | 9     |
| 15    | 10    | 11    | 12    | 13    | 14    | 15    | 16    |
| 16    | 17    | 18    | 19    | 20    | 21    | 22    | 23    |
| 17    | 24    | 25    | 26    | 27    | 28    | 29    | 30    |

| Mai | Mai | Mai | Mai | Mai | Mai | Mai | Mai |
| Kw  | Mo  | Di  | Mi  | Do  | Fr  | Sa  | So  |
| --- | --- | --- | --- | --- | --- | --- | --- |
| 18  | 1   | 2   | 3   | 4   | 5   | 6   | 7   |
| 19  | 8   | 9   | 10  | 11  | 12  | 13  | 14  |
| 20  | 15  | 16  | 17  | 18  | 19  | 20  | 21  |
| 21  | 22  | 23  | 24  | 25  | 26  | 27  | 28  |
| 22  | 29  | 30  | 31  |     |     |     |     |

| Juni | Juni | Juni | Juni | Juni | Juni | Juni | Juni |
| Kw   | Mo   | Di   | Mi   | Do   | Fr   | Sa   | So   |
| ---- | ---- | ---- | ---- | ---- | ---- | ---- | ---- |
| 22   |      |      |      | 1    | 2    | 3    | 4    |
| 23   | 5    | 6    | 7    | 8    | 9    | 10   | 11   |
| 24   | 12   | 13   | 14   | 15   | 16   | 17   | 18   |
| 25   | 19   | 20   | 21   | 22   | 23   | 24   | 25   |
| 26   | 26   | 27   | 28   | 29   | 30   |      |      |

| Juli | Juli | Juli | Juli | Juli | Juli | Juli | Juli |
| Kw   | Mo   | Di   | Mi   | Do   | Fr   | Sa   | So   |
| ---- | ---- | ---- | ---- | ---- | ---- | ---- | ---- |
| 26   |      |      |      |      |      | 1    | 2    |
| 27   | 3    | 4    | 5    | 6    | 7    | 8    | 9    |
| 28   | 10   | 11   | 12   | 13   | 14   | 15   | 16   |
| 29   | 17   | 18   | 19   | 20   | 21   | 22   | 23   |
| 30   | 24   | 25   | 26   | 27   | 28   | 29   | 30   |
| 31   | 31   |      |      |      |      |      |      |

| August | August | August | August | August | August | August | August |
| Kw     | Mo     | Di     | Mi     | Do     | Fr     | Sa     | So     |
| ------ | ------ | ------ | ------ | ------ | ------ | ------ | ------ |
| 31     |        | 1      | 2      | 3      | 4      | 5      | 6      |
| 32     | 7      | 8      | 9      | 10     | 11     | 12     | 13     |
| 33     | 14     | 15     | 16     | 17     | 18     | 19     | 20     |
| 34     | 21     | 22     | 23     | 24     | 25     | 26     | 27     |
| 35     | 28     | 29     | 30     | 31     |        |        |        |

| September | September | September | September | September | September | September | September |
| Kw        | Mo        | Di        | Mi        | Do        | Fr        | Sa        | So        |
| --------- | --------- | --------- | --------- | --------- | --------- | --------- | --------- |
| 35        |           |           |           |           | 1         | 2         | 3         |
| 36        | 4         | 5         | 6         | 7         | 8         | 9         | 10        |
| 37        | 11        | 12        | 13        | 14        | 15        | 16        | 17        |
| 38        | 18        | 19        | 20        | 21        | 22        | 23        | 24        |
| 39        | 25        | 26        | 27        | 28        | 29        | 30        |           |

| Oktober | Oktober | Oktober | Oktober | Oktober | Oktober | Oktober | Oktober |
| Kw      | Mo      | Di      | Mi      | Do      | Fr      | Sa      | So      |
| ------- | ------- | ------- | ------- | ------- | ------- | ------- | ------- |
| 39      |         |         |         |         |         |         | 1       |
| 40      | 2       | 3       | 4       | 5       | 6       | 7       | 8       |
| 41      | 9       | 10      | 11      | 12      | 13      | 14      | 15      |
| 42      | 16      | 17      | 18      | 19      | 20      | 21      | 22      |
| 43      | 23      | 24      | 25      | 26      | 27      | 28      | 29      |
| 44      | 30      | 31      |         |         |         |         |         |

| November | November | November | November | November | November | November | November |
| Kw       | Mo       | Di       | Mi       | Do       | Fr       | Sa       | So       |
| -------- | -------- | -------- | -------- | -------- | -------- | -------- | -------- |
| 44       |          |          | 1        | 2        | 3        | 4        | 5        |
| 45       | 6        | 7        | 8        | 9        | 10       | 11       | 12       |
| 46       | 13       | 14       | 15       | 16       | 17       | 18       | 19       |
| 47       | 20       | 21       | 22       | 23       | 24       | 25       | 26       |
| 48       | 27       | 28       | 29       | 30       |          |          |          |

| Dezember | Dezember | Dezember | Dezember | Dezember | Dezember | Dezember | Dezember |
| Kw       | Mo       | Di       | Mi       | Do       | Fr       | Sa       | So       |
| -------- | -------- | -------- | -------- | -------- | -------- | -------- | -------- |
| 48       |          |          |          |          | 1        | 2        | 3        |
| 49       | 4        | 5        | 6        | 7        | 8        | 9        | 10       |
| 50       | 11       | 12       | 13       | 14       | 15       | 16       | 17       |
| 51       | 18       | 19       | 20       | 21       | 22       | 23       | 24       |
| 52       | 25       | 26       | 27       | 28       | 29       | 30       | 31       |

| Januar | Januar | Januar | Januar | Januar | Januar | Januar | Januar |
| Kw     | Mo     | Di     | Mi     | Do     | Fr     | Sa     | So     |
| ------ | ------ | ------ | ------ | ------ | ------ | ------ | ------ |
| 52     |        |        |        |        |        |        | 1      |
| 1      | 2      | 3      | 4      | 5      | 6      | 7      | 8      |
| 2      | 9      | 10     | 11     | 12     | 13     | 14     | 15     |
| 3      | 16     | 17     | 18     | 19     | 20     | 21     | 22     |
| 4      | 23     | 24     | 25     | 26     | 27     | 28     | 29     |
| 5      | 30     | 31     |        |        |        |        |        |

| Februar | Februar | Februar | Februar | Februar | Februar | Februar | Februar |
| Kw      | Mo      | Di      | Mi      | Do      | Fr      | Sa      | So      |
| ------- | ------- | ------- | ------- | ------- | ------- | ------- | ------- |
| 5       |         |         | 1       | 2       | 3       | 4       | 5       |
| 6       | 6       | 7       | 8       | 9       | 10      | 11      | 12      |
| 7       | 13      | 14      | 15      | 16      | 17      | 18      | 19      |
| 8       | 20      | 21      | 22      | 23      | 24      | 25      | 26      |
| 9       | 27      | 28      |         |         |         |         |         |

| März | März | März | März | März | März | März | März |
| Kw   | Mo   | Di   | Mi   | Do   | Fr   | Sa   | So   |
| ---- | ---- | ---- | ---- | ---- | ---- | ---- | ---- |
| 9    |      |      | 1    | 2    | 3    | 4    | 5    |
| 10   | 6    | 7    | 8    | 9    | 10   | 11   | 12   |
| 11   | 13   | 14   | 15   | 16   | 17   | 18   | 19   |
| 12   | 20   | 21   | 22   | 23   | 24   | 25   | 26   |
| 13   | 27   | 28   | 29   | 30   | 31   |      |      |

| April | April | April | April | April | April | April | April |
| Kw    | Mo    | Di    | Mi    | Do    | Fr    | Sa    | So    |
| ----- | ----- | ----- | ----- | ----- | ----- | ----- | ----- |
| 13    |       |       |       |       |       | 1     | 2     |
| 14    | 3     | 4     | 5     | 6     | 7     | 8     | 9     |
| 15    | 10    | 11    | 12    | 13    | 14    | 15    | 16    |
| 16    | 17    | 18    | 19    | 20    | 21    | 22    | 23    |
| 17    | 24    | 25    | 26    | 27    | 28    | 29    | 30    |

| Mai | Mai | Mai | Mai | Mai | Mai | Mai | Mai |
| Kw  | Mo  | Di  | Mi  | Do  | Fr  | Sa  | So  |
| --- | --- | --- | --- | --- | --- | --- | --- |
| 18  | 1   | 2   | 3   | 4   | 5   | 6   | 7   |
| 19  | 8   | 9   | 10  | 11  | 12  | 13  | 14  |
| 20  | 15  | 16  | 17  | 18  | 19  | 20  | 21  |
| 21  | 22  | 23  | 24  | 25  | 26  | 27  | 28  |
| 22  | 29  | 30  | 31  |     |     |     |     |

| Juni | Juni | Juni | Juni | Juni | Juni | Juni | Juni |
| Kw   | Mo   | Di   | Mi   | Do   | Fr   | Sa   | So   |
| ---- | ---- | ---- | ---- | ---- | ---- | ---- | ---- |
| 22   |      |      |      | 1    | 2    | 3    | 4    |
| 23   | 5    | 6    | 7    | 8    | 9    | 10   | 11   |
| 24   | 12   | 13   | 14   | 15   | 16   | 17   | 18   |
| 25   | 19   | 20   | 21   | 22   | 23   | 24   | 25   |
| 26   | 26   | 27   | 28   | 29   | 30   |      |      |

| Juli | Juli | Juli | Juli | Juli | Juli | Juli | Juli |
| Kw   | Mo   | Di   | Mi   | Do   | Fr   | Sa   | So   |
| ---- | ---- | ---- | ---- | ---- | ---- | ---- | ---- |
| 26   |      |      |      |      |      | 1    | 2    |
| 27   | 3    | 4    | 5    | 6    | 7    | 8    | 9    |
| 28   | 10   | 11   | 12   | 13   | 14   | 15   | 16   |
| 29   | 17   | 18   | 19   | 20   | 21   | 22   | 23   |
| 30   | 24   | 25   | 26   | 27   | 28   | 29   | 30   |
| 31   | 31   |      |      |      |      |      |      |

| August | August | August | August | August | August | August | August |
| Kw     | Mo     | Di     | Mi     | Do     | Fr     | Sa     | So     |
| ------ | ------ | ------ | ------ | ------ | ------ | ------ | ------ |
| 31     |        | 1      | 2      | 3      | 4      | 5      | 6      |
| 32     | 7      | 8      | 9      | 10     | 11     | 12     | 13     |
| 33     | 14     | 15     | 16     | 17     | 18     | 19     | 20     |
| 34     | 21     | 22     | 23     | 24     | 25     | 26     | 27     |
| 35     | 28     | 29     | 30     | 31     |        |        |        |

| September | September | September | September | September | September | September | September |
| Kw        | Mo        | Di        | Mi        | Do        | Fr        | Sa        | So        |
| --------- | --------- | --------- | --------- | --------- | --------- | --------- | --------- |
| 35        |           |           |           |           | 1         | 2         | 3         |
| 36        | 4         | 5         | 6         | 7         | 8         | 9         | 10        |
| 37        | 11        | 12        | 13        | 14        | 15        | 16        | 17        |
| 38        | 18        | 19        | 20        | 21        | 22        | 23        | 24        |
| 39        | 25        | 26        | 27        | 28        | 29        | 30        |           |

| Oktober | Oktober | Oktober | Oktober | Oktober | Oktober | Oktober | Oktober |
| Kw      | Mo      | Di      | Mi      | Do      | Fr      | Sa      | So      |
| ------- | ------- | ------- | ------- | ------- | ------- | ------- | ------- |
| 39      |         |         |         |         |         |         | 1       |
| 40      | 2       | 3       | 4       | 5       | 6       | 7       | 8       |
| 41      | 9       | 10      | 11      | 12      | 13      | 14      | 15      |
| 42      | 16      | 17      | 18      | 19      | 20      | 21      | 22      |
| 43      | 23      | 24      | 25      | 26      | 27      | 28      | 29      |
| 44      | 30      | 31      |         |         |         |         |         |

| November | November | November | November | November | November | November | November |
| Kw       | Mo       | Di       | Mi       | Do       | Fr       | Sa       | So       |
| -------- | -------- | -------- | -------- | -------- | -------- | -------- | -------- |
| 44       |          |          | 1        | 2        | 3        | 4        | 5        |
| 45       | 6        | 7        | 8        | 9        | 10       | 11       | 12       |
| 46       | 13       | 14       | 15       | 16       | 17       | 18       | 19       |
| 47       | 20       | 21       | 22       | 23       | 24       | 25       | 26       |
| 48       | 27       | 28       | 29       | 30       |          |          |          |

| Dezember | Dezember | Dezember | Dezember | Dezember | Dezember | Dezember | Dezember |
| Kw       | Mo       | Di       | Mi       | Do       | Fr       | Sa       | So       |
| -------- | -------- | -------- | -------- | -------- | -------- | -------- | -------- |
| 48       |          |          |          |          | 1        | 2        | 3        |
| 49       | 4        | 5        | 6        | 7        | 8        | 9        | 10       |
| 50       | 11       | 12       | 13       | 14       | 15       | 16       | 17       |
| 51       | 18       | 19       | 20       | 21       | 22       | 23       | 24       |
| 52       | 25       | 26       | 27       | 28       | 29       | 30       | 31       |

1871 entsteht mit dem Sieg Preußens im Deutsch-Französischen Krieg und der Reichsgründung eine neue Großmacht in Europa. In Frankreich entsteht als Reaktion auf den Krieg die Pariser Kommune. Im geeinigten Italien wird Rom zur Hauptstadt erklärt.
Gleichzeitig wird in Japan mit der Auflösung der Han und des Samurai-Standes ein entscheidender Schritt der Meiji-Restauration und damit Japans Weg in die Moderne vollzogen.

## Ereignisse

### Politik und Weltgeschehen

#### Deutsch-Französischer Krieg

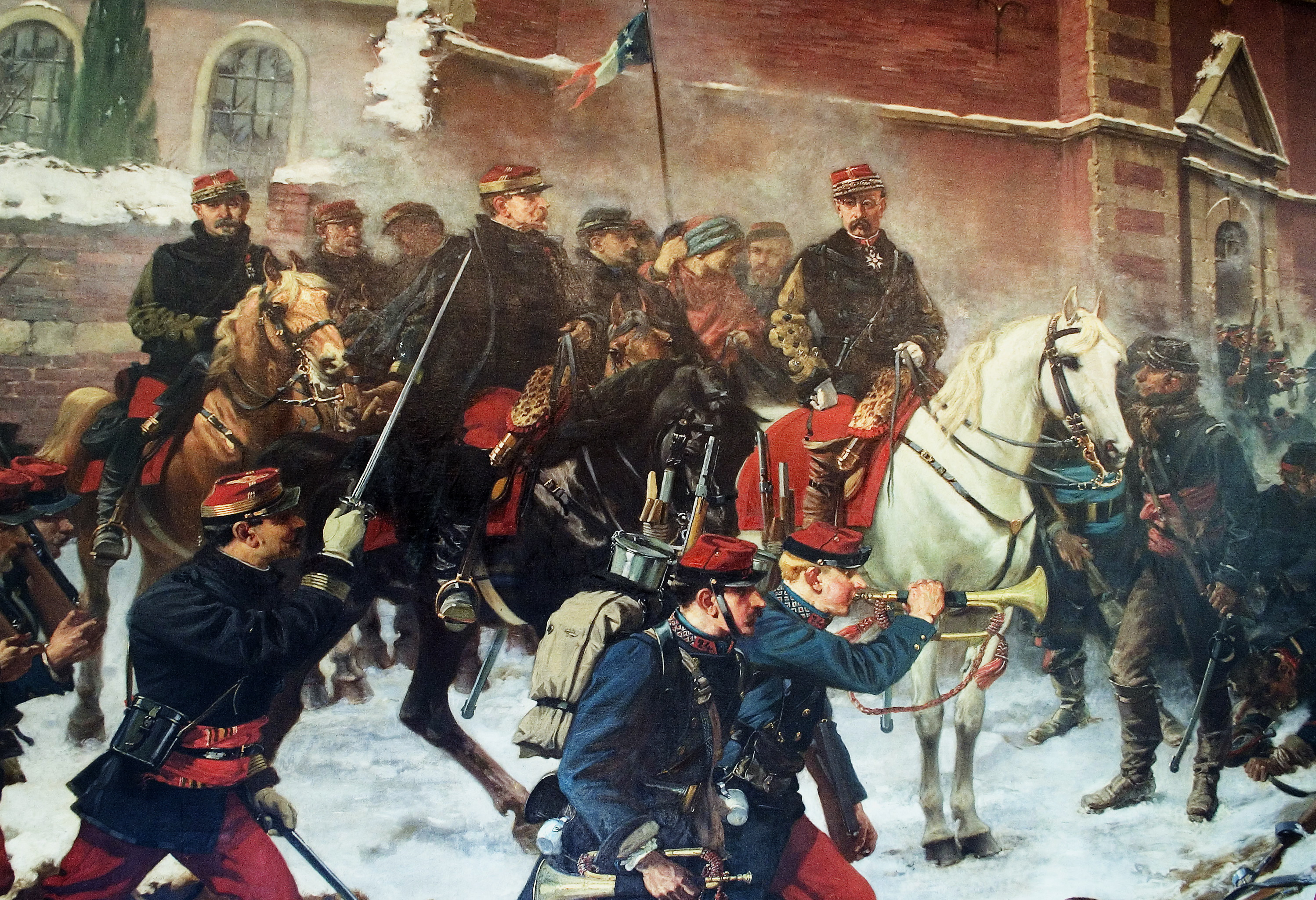
General Louis Faidherbe während der Schlacht bei Bapaume

- 3. Januar: Die Schlacht bei Bapaume endet unentschieden. Die französische Armée du Nord zieht sich am Abend zurück.
- 9. Januar: Nach der Schlacht bei Bapaume einige Tage zuvor kapitulieren die Verteidiger der von den Deutschen belagerten Festung Péronne, dem letzten französischen Stützpunkt an der Somme.
- 10. Januar bis 12. Januar: Schlacht bei Le Mans. Die Schlacht endet mit einem strategischen Sieg des preußischen Heeres. Die französische Loirearmee stellt nach schweren Verlusten keine Bedrohung mehr dar.

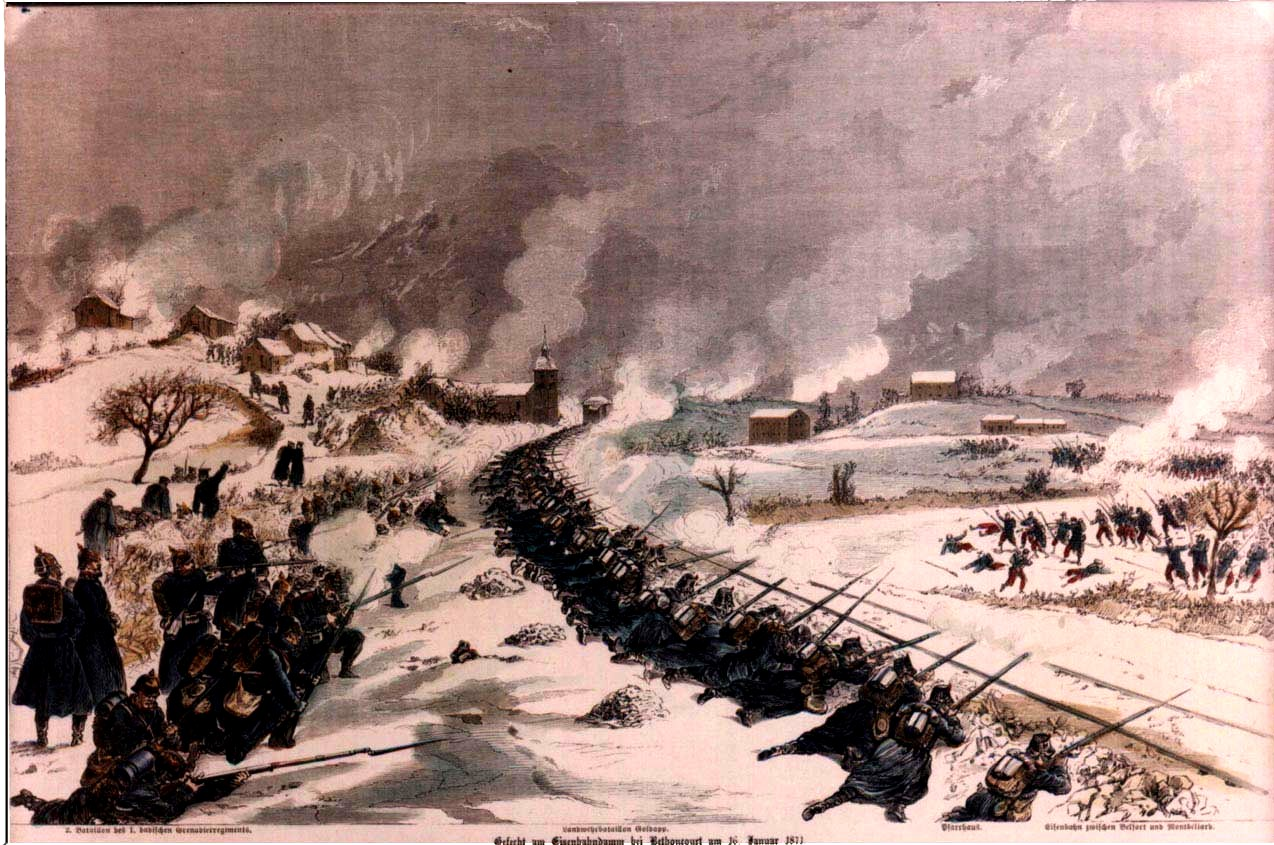
Schlacht an der Lisaine

- 15. bis 17. Januar: Schlacht an der Lisaine in der Nähe des belagerten Belfort. Minustemperaturen, unzureichende Verpflegung, Widerstand des Gegners und vorsichtiges Vorgehen erschöpfen die starke französische Armee; die von General Charles Denis Bourbaki befehligten Truppen ziehen sich zurück. Danach gibt es keine Hoffnung mehr auf einen Entsatz der belagerten Festung von Belfort; sie kapituliert am 16. Februar 1871.
- 19. Januar: In der Schlacht bei Buzenval versuchen die in Paris belagerten französischen Einheiten einen Ausfall in Richtung Versailles. Dieser Versuch scheitert an den preußischen Truppen. Der heranrückenden französischen Nordarmee ergeht es in der Schlacht bei Saint-Quentin am selben Tag nicht besser. Louis Jules Trochu muss als Folge den Oberbefehl über Paris an Joseph Vinoy übergeben.
- 23. Januar: Jules Favre richtet ein Ersuchen um Waffenstillstand an Otto von Bismarck. Am nächsten Tag beginnen die Verhandlungen in Versailles.
- 26. Januar: Vorfrieden von Versailles. Das Bombardement auf Paris wird eingestellt.
- 26. Januar: Charles Denis Bourbaki wird als Befehlshaber der Armée de l’Est abgesetzt und unternimmt einen Suizidversuch. Sein Nachfolger wird Justin Clinchant, der zwei Tage später in der Schweiz um Internierung seiner Truppen bittet.
- 28. Januar: Nach mehrtägigen Verhandlungen kapituliert das belagerte Paris. Drohende Lebensmittelknappheit in Paris nach mehrmonatiger Belagerung zwingt die französische Regierung (Kabinett Trochu) zum Einlenken. In Versailles wird ein zwischen Otto von Bismarck und Jules Favre ausgehandelter Waffenstillstand vereinbart, der ausdrücklich nicht für die Départements Doubs, Côte-d’Or und Jura gilt. Faktisch beginnt damit die französische Niederlage.

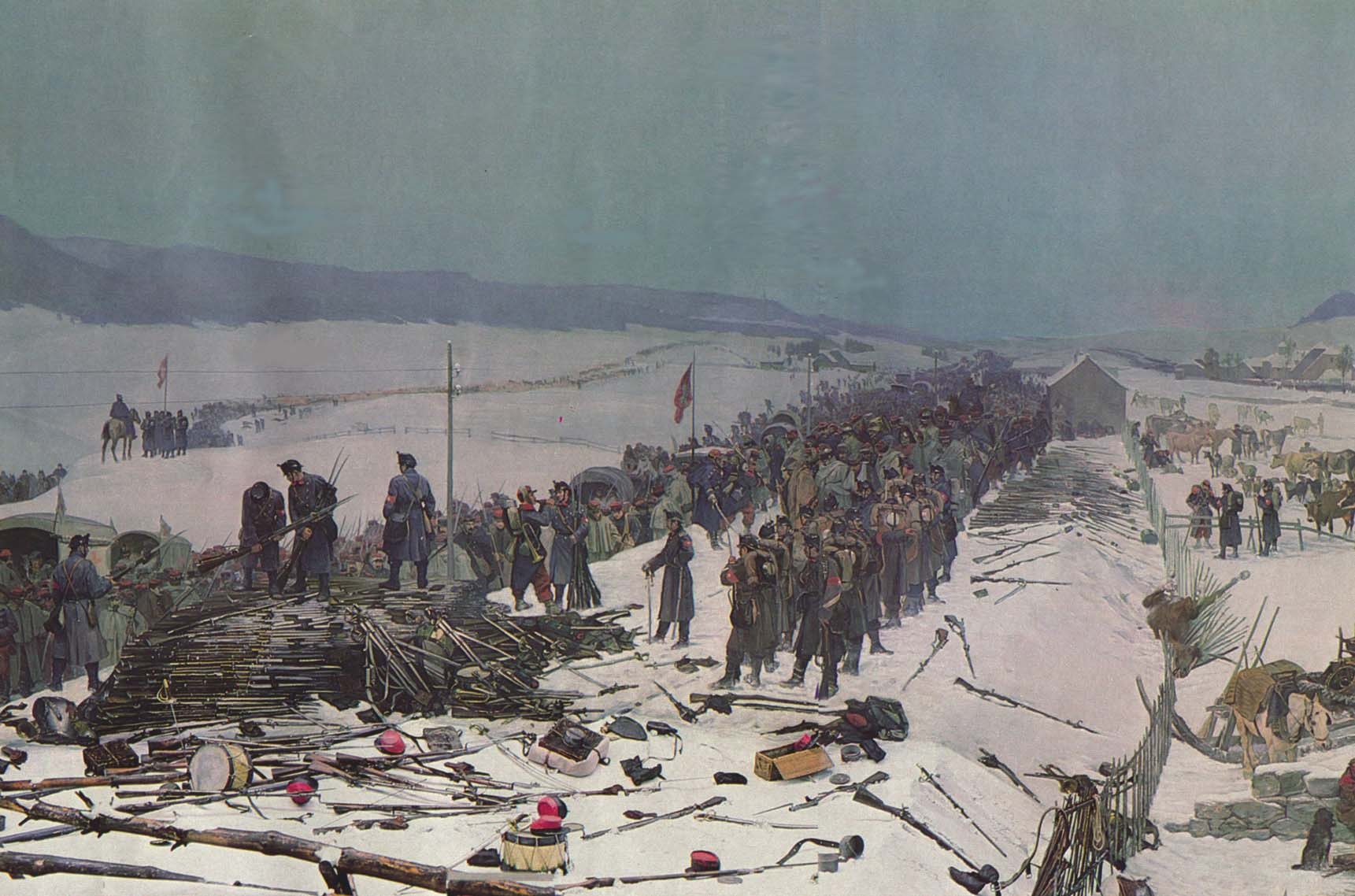
Die Bourbaki-Armee legt ihre Waffen nieder. Ausschnitt aus dem Bourbaki-Panorama in Luzern

- 1. Februar: Der Schweizer General Hans Herzog unterzeichnet den Vertrag von Les Verrières. Nach der Unterzeichnung retten sich über 87.000 französische Soldaten der Armée de l’Est, die im Raum Pontarlier von überlegenen deutschen Kräften eingeschlossen sind, beim Grenzort Les Verrières, aber auch über den Col des Étroits bei Sainte-Croix, den Col de Jougne sowie den Risoux im Vallée de Joux, in die neutrale Schweiz. Sie müssen Waffen, Munition und Material abgeben und werden für sechs Wochen interniert.
- 8. Februar: In Frankreich finden Wahlen zur Nationalversammlung statt. Die Wähler begünstigen Friedensbefürworter und sichern vor allem den Monarchisten Sitzplätze im Parlament. Die Nationalversammlung nimmt am 12. Februar in Bordeaux ihre Arbeit auf.
- 16. Februar: Nach 108 Tagen Belagerung wird die ostfranzösische Stadt Belfort den deutschen Truppen übergeben.
- 17. Februar: die Nationalversammlung wählt Adolphe Thiers zum „Chef der Exekutive“. Sie beauftragt Thiers und Jules Favre, Friedensverhandlungen mit Otto von Bismarck zu führen.
- 19. Februar: Jules Dufaure bildet das Kabinett Dufaure I.

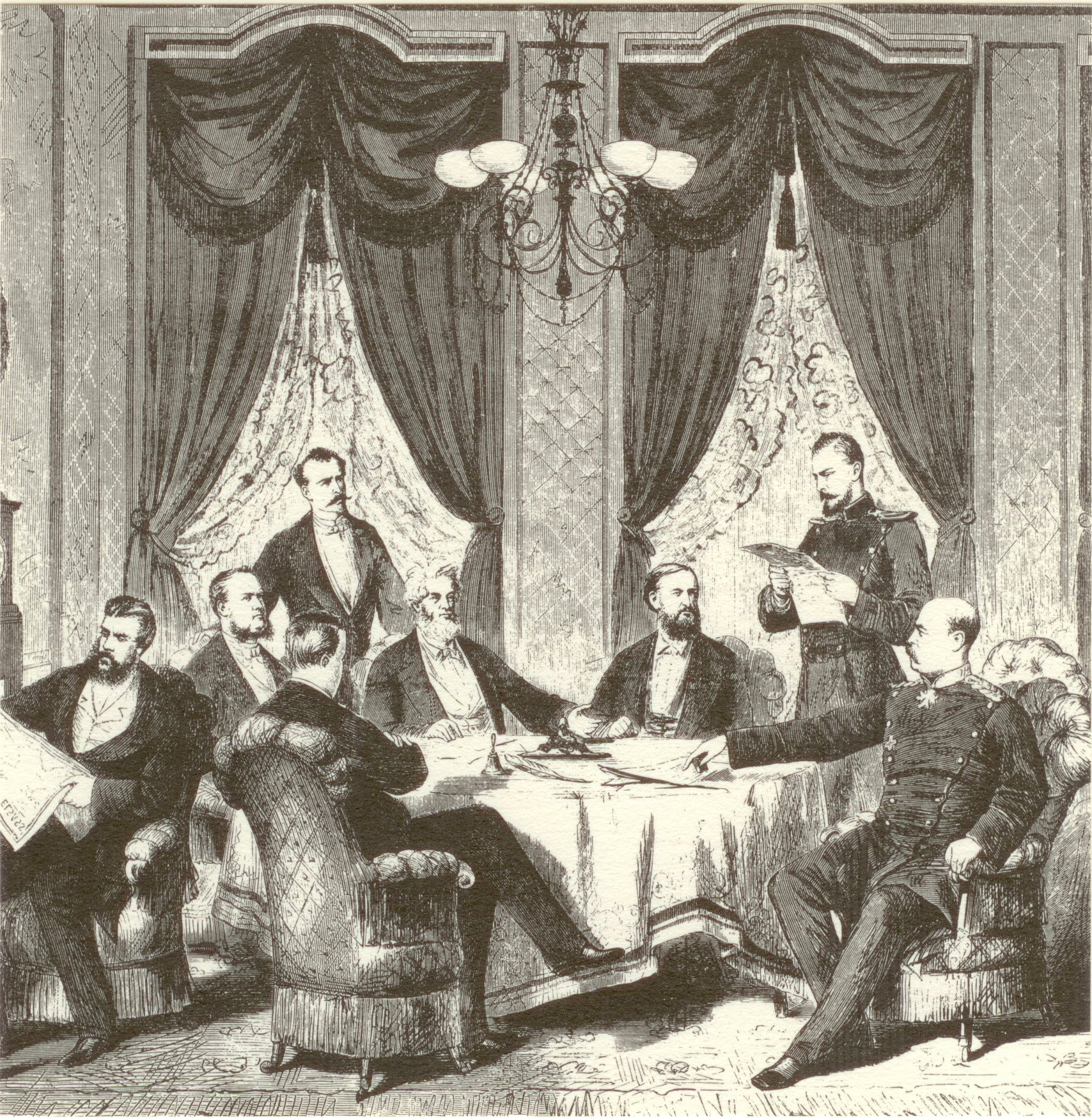
Friedensverhandlungen im Hotel zum Schwan, zeitgenössischer Holzschnitt

- 26. Februar: Der Vorfrieden von Versailles wird zwischen Otto von Bismarck für das Deutsche Reich und Adolphe Thiers für Frankreich geschlossen. Der Deutsch-Französische Krieg wird endgültig einige Wochen später im Frieden von Frankfurt beendet.

Grenzen der französischen Départements und Grenzziehung Elsass-Lothringens 1871

- 10. Mai: Die Friedensverhandlungen zwischen Frankreich und Deutschland in Frankfurt am Main enden mit dem Frieden von Frankfurt. Der Friedensschluss bestätigt den Verzicht Frankreichs auf die überwiegend deutschsprachigen größeren Gebiete des Elsass und Lothringens. Sie werden am 9. Juni als Reichsland Elsaß-Lothringen Teil des Deutschen Reiches. Das zum ansonsten abgetretenen Département Haut-Rhin gehörende überwiegend französischsprachige Belfort verbleibt mit seiner Umgebung als Territoire de Belfort bei Frankreich. Außerdem muss Frankreich hohe Reparationen zahlen. Der nationalistische Topos der Deutsch-französischen Erbfeindschaft erhält damit in Frankreich wieder neue Nahrung (revanchisme).
- 16. Juni: In zahlreichen deutschen Städten finden feierliche Truppeneinzüge statt. Kaiser Wilhelm I. zieht mit seinen Truppen im Rahmen einer pompös ausgeführten Siegesparade in Berlin ein. Der Einzug endet am Lustgarten mit der feierlichen Niederlegung eroberter französischer Fahnen vor dem Denkmal für Preußens König Friedrich Wilhelm III., einen der Sieger in der Völkerschlacht im Oktober 1813. Über 500.000 angereiste Besucher sollen den Truppeneinzug als Augenzeugen erlebt haben.[1]

#### Deutsche Reichsgründung
- 1. Januar: Die im Vorjahr abgeschlossenen Novemberverträge über einen Beitritt der Königreiche Bayern und Württemberg, der Großherzogtümer Baden und Hessen zum Norddeutschen Bund treten im Rahmen der neuen Verfassung des Deutschen Bundes in Kraft. Darin wird bereits der Name Deutsches Reich verwendet und dem Bundespräsidium der Titel Deutscher Kaiser verliehen.
- 18. Januar: Im Spiegelsaal von Versailles wird König Wilhelm von Preußen als Wilhelm I. zum Kaiser ausgerufen. Später wird dies als Gründungstag des Deutschen Kaiserreichs angesehen.

Die Ergebnisse der Reichstagswahl nach Wahlkreisen

- 3. März: Bei der Wahl zum ersten Deutschen Reichstag werden die Nationalliberalen stärkste Fraktion, die die Politik des Reichskanzlers Otto von Bismarck unterstützen. Wahlberechtigt sind 7,65 Millionen männliche Reichsbürger ab dem 25. Lebensalter, das entspricht etwa 19,4 % der Bevölkerung. Militärangehörige und andere Gruppen sind ausgeschlossen. Die stärkste politische Bewegung im Reichstag ist der Liberalismus, der sich allerdings auf verschiedene Fraktionen verteilt.
- 21. März: In Berlin wird der erste deutsche Reichstag eröffnet. Kaiser Wilhelm I. thront dabei auf dem aus Goslar besorgten Kaiserstuhl Heinrichs III.
- 21. März: Otto von Bismarck wird in den Fürstenstand erhoben.

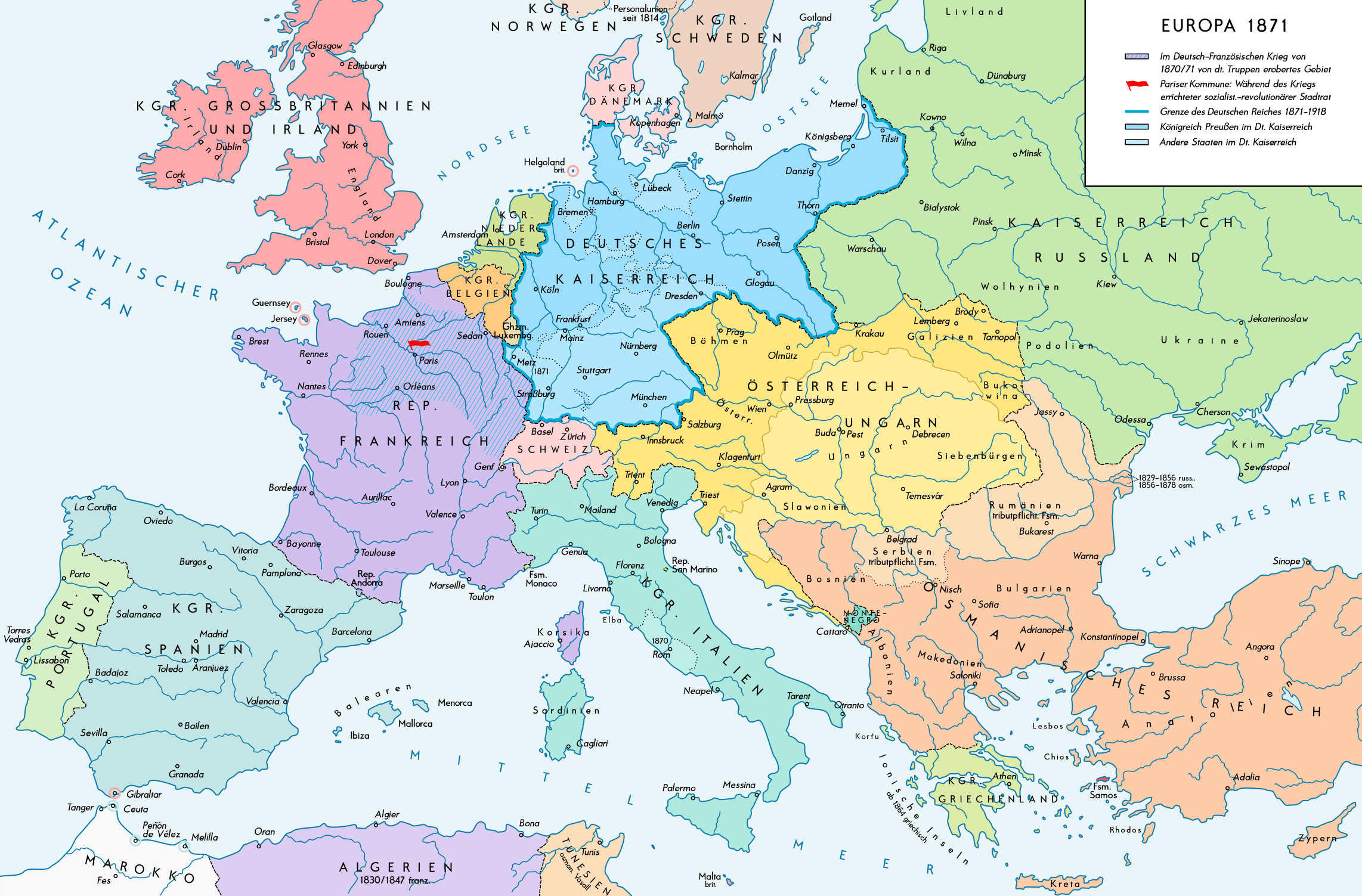
Europa 1871, nach dem Deutsch-Französischen Krieg von 1870–1871 und der Gründung des Deutschen Kaiserreichs.

Reichsverfassung von 1871

- 16. April: Die Bismarcksche Reichsverfassung wird als Gesetz verabschiedet. Diese dritte Verfassung des gemeinsamen Staates bleibt bis zum Ende des Deutschen Kaiserreichs 1918/1919 in Kraft.
- 15. Mai: Das Strafgesetzbuch wird im deutschen Kaiserreich verabschiedet.
- 11. November: Kaiser Wilhelm I. erlässt das Gesetz über das Bilden eines Reichskriegsschatzes aus den französischen Kontributionen, die der Friede von Frankfurt dem Verlierer des Deutsch-Französischen Kriegs abverlangt.

#### Pariser Kommune
- 18. März bis 28. Mai: Erste sozialistische Revolution in Frankreich
- April: Nach einem Aufruf in drei Pariser Zeitungen entsteht die feministische Frauengruppe Union des femmes pour la défense de Paris et les soins aux blessés.
- 21. Mai: Regierungstruppen dringen in die Pariser Innenstadt vor und brechen in der anschließenden „Blutwoche“ die Herrschaft der Pariser Kommune.
- 28. Mai: Der 72 Tage anhaltende Aufstand des „Nationalkomitee der Nationalgarde“ und der mit ihr verbündeten Pariser Bevölkerung – der Pariser Kommune – der unter anderem durch die Ablehnung der Waffenstillstandsbedingungen nach dem Deutsch-Französischen Krieg begonnen hat, endet nach sechswöchigem Beschuss von Paris in der „Blutwoche“ vom 21. bis 28. Mai, in der bei Kämpfen und den darauf folgenden Massenexekutionen 20–30.000 Menschen ihr Leben verlieren. 147 führende Aktivisten des Aufstands werden an der südlichen Mauer des Friedhofs Père-Lachaise erschossen.

#### Spanien

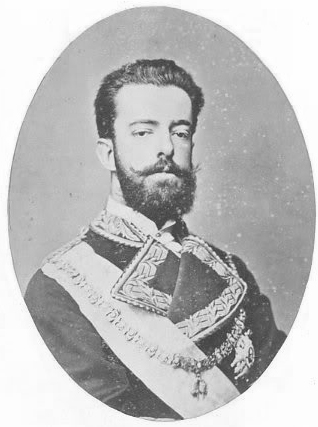
König Amadeus I. von Spanien

- 2. Januar: Der von der Cortes gewählte Herrscher Amadeus I. aus dem Haus Savoyen wird nach seinem Eintreffen in Madrid zum König von Spanien proklamiert. Doch die Lage in Spanien bleibt instabil, weil am 30. Dezember des Vorjahres mit Juan Prim einer der wichtigsten Unterstützer des neuen Königs ermordet worden ist.
- 4. Januar: Francisco Serrano Domínguez löst Juan Bautista Topete als Ministerpräsident Spaniens ab.
- 24. Juli: Manuel Ruiz Zorrilla wird neuer Ministerpräsident Spaniens.
- 5. Oktober: José Malcampo Monge wird Ministerpräsident, nachdem Práxedes Mateo Sagasta seine Wahl nicht angenommen hat.
- 21. Dezember: Práxedes Mateo Sagasta nimmt seine Wahl zum Ministerpräsidenten diesmal an.

#### Weitere Ereignisse in Europa
- 1. Januar: Karl Schenk wird zum zweiten Mal Bundespräsident der Schweiz.
- 26. Januar: Rom wird offiziell zur Hauptstadt des Königreichs Italien bestimmt.
- 13. März: Die Pontuskonferenz in London hebt die Neutralität und Entmilitarisierung des Schwarzen Meeres auf.
- 23. Juli: Österreich-Ungarn regelt per Gesetz die Einführung des metrischen Systems, das ab 1. Januar 1876 verbindlich wird.

#### Asien
- Juni bis Juli: versuchte amerikanische Invasion in Korea.
- 29. August: Meiji-Restauration: Auflösung der Han in Japan, das Land wird von den Daimyō an den Tennō übertragen. Damit ist das Ende der Edo-Zeit besiegelt.
- 23. Dezember: Die japanische Iwakura-Mission nach Nordamerika und Europa beginnt.

#### Afrika
- 11. Juli: In der Schlacht am Assam besiegt dejazmach Kassa(i) Mercha seinen Schwiegervater, den regierenden äthiopischen Herrscher Tekle Giyorgis II. und lässt sich Anfang des folgenden Jahres als Yohannes IV. zum Kaiser krönen.
- 27. Oktober: Das im Süden Afrikas gelegene Griqualand West, in dem sich die Diamantenfelder des heutigen Kimberley befinden, wird britische Kolonie.
- Auf Mauritius wird von der britischen Verwaltung ein Einwanderungsstopp für Inder verhängt.

#### Amerika
- Anfang des Jahres: Nach der Annahme des von Benjamin Franklin Butler und Samuel Shellabarger eingebrachten Ku-Klux-Klan-Acts zur Eindämmung der Gewaltakte des Klans durch den Kongress der Vereinigten Staaten beschließt dessen Großer Hexenmeister Nathan Bedford Forrest die Auflösung des Klans, ein Beschluss, der von einem großen Teil seiner etwa 500.000 Mitglieder jedoch ignoriert wird.
- 21. November: Nach dem Tod von Oscar Dunn, dem ersten afroamerikanischen Vizegouverneur Louisianas, folgt ihm mit dem bisherigen Senatspräsidenten P. B. S. Pinchback ebenfalls ein Afroamerikaner in diesem Amt.

### Wirtschaft

#### Unternehmensgründungen

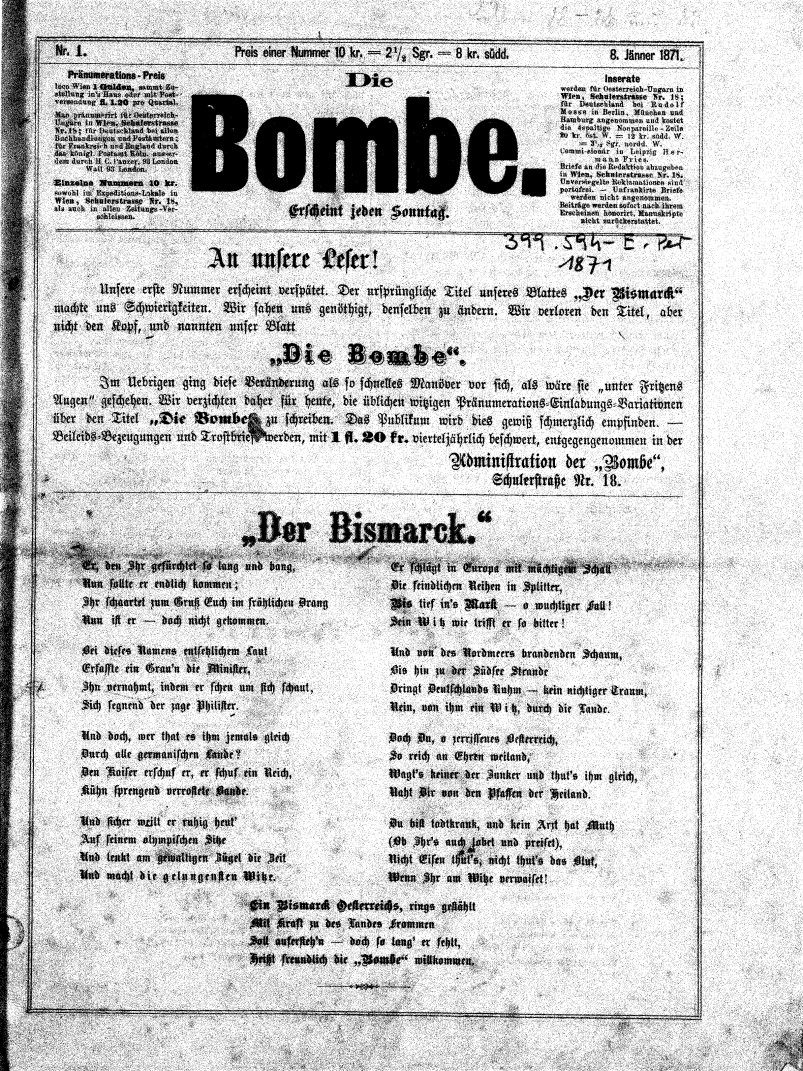
Erstausgabe der Satirezeitschrift Die Bombe

- 8. Jänner: In Österreich erscheint erstmals die satirische Wochenzeitschrift Die Bombe.
- 8. Oktober: Gründung des Unternehmens Continental in Hannover unter dem Namen Continental-Caoutchouc- & Gutta-Percha Compagnie
- 4. November: Die Hamburg-Südamerikanische Dampfschifffahrtsgesellschaft wird von elf Handelshäusern gegründet.
- 7. November: Der französische Politiker Léon Gambetta gründet die Tageszeitung La République française.
- Die erste deutsche Freiwillige Feuerwehr, das „Freiwillige Lösch- und Rettungs-Corps“ Meißen, wird gegründet.
- Gründung des Unternehmens Schering AG in Berlin
- Gründung des Unternehmens Vesta-Nähmaschinen-Werke in Altenburg
- Die bis heute genutzte Fabrik von Steinway & Sons auf Long Island, im heutigen New Yorker Stadtteil Queens, nimmt ihre Arbeit auf. Erste aus Manhattan dorthin verlegte Aktivitäten sind das Holzlager, das Sägewerk und der Bau von Klaviaturen und Mechaniken, sowie erstmals eine eigene Gießerei, die den Zukauf der einteiligen Gussrahmen für die Flügel auf 50 Jahre beendet. Der Zusammenbau der Flügel findet weiterhin in Manhattan statt. Die Bauteile  werden von Queens mit einer eigenen Fähre über den East River nach Manhattan gebracht.

#### Patente
- 3. Januar: Henry Bradley erhält ein US-Patent zur Herstellung von Margarine.
- 7. Februar: James Beall Morrison, ein US-amerikanischer Zahnarzt, lässt sich seine Tretbohrmaschine patentieren. Sie erleichtert Dentisten das Behandeln kariöser Defekte bis zur Einführung des Doriotgestänges in die Arztpraxis.

#### Sonstiges
- 15. Oktober: Die Bahnstrecke München–Rosenheim wird feierlich eröffnet.
- Beginn einer wirtschaftlichen Blütezeit in Deutschland und Österreich: Die Gründerjahre
- In der Münchner Spaten-Brauerei wird versuchsweise eine Kältemaschine nach Carl von Lindes Ideen installiert. Die Vereinbarung dazu wird geschlossen (das Patent 1873 angemeldet).

### Wissenschaft und Technik

#### Astronomie
- 12. Juli: Der französische Astronom Édouard Jean-Marie Stephan entdeckt die später als NGC 6240 bezeichnete irreguläre Galaxie im Sternbild Schlangenträger.

#### Expeditionen
- 11. Juni: Der Geologe Ferdinand Vandeveer Hayden startet mit 34 Männern und 7 Wagen von Ogden, Utah, zur Hayden-Expedition in das Yellowstone-Gebiet, den späteren Yellowstone-Nationalpark.

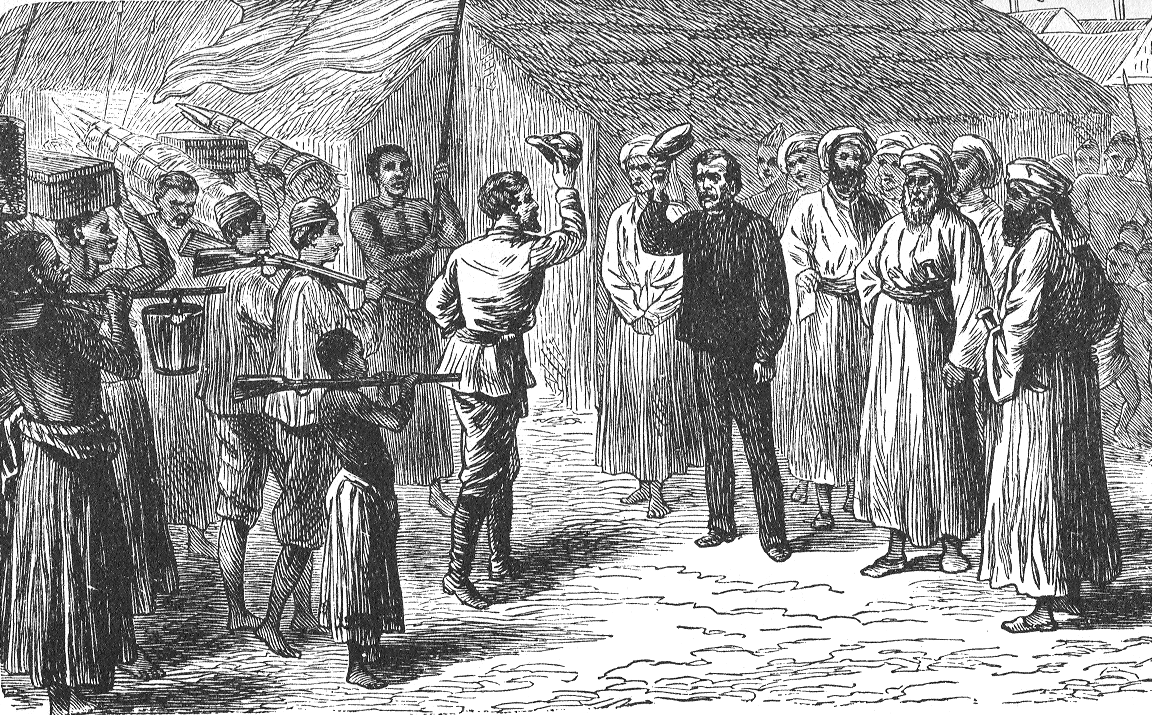
„Doktor Livingstone, I presume“

- 10. November: Der Journalist Henry Morton Stanley begegnet in Ujiji am Ostufer des Tanganjikasees mit seiner Suchexpedition dem schottischen Missionar David Livingstone, der sich am 23. Oktober krank hierher zurückgezogen hat.
- 4. Dezember: Von Boston ausgehend beginnt die Hassler-Expedition, eine Ozeanforschungsreise, die Aufschlüsse über die geologische, zoologische und physikalische Beschaffenheit der Küstenregionen der beiden amerikanischen Teilkontinente bringen soll.
- Die Nordsee-Expedition Pommerania beginnt.

#### Evolutionstheorie

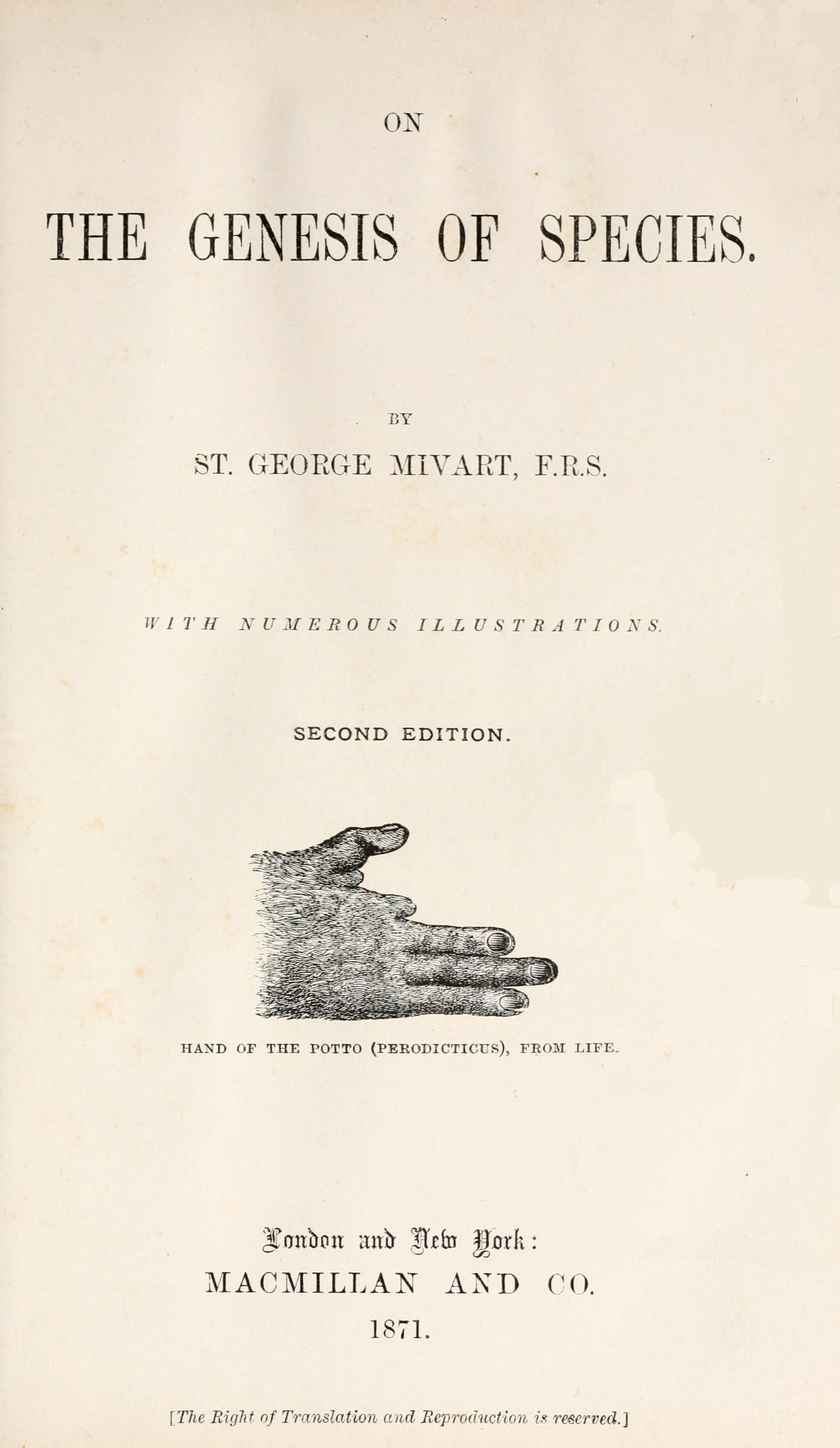
Titelseite der 2. Auflage von On the Genesis of Species

- Januar: St. George Mivart veröffentlicht The Genesis of Species, in der er die von Charles Darwin in On the Origin of Species entwickelte Evolutionstheorie bestreitet.

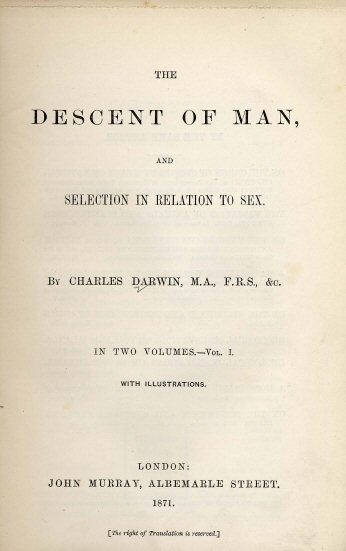
Titelseite der Erstausgabe

- 24. Februar: Charles Darwins zweibändiges Werk The Descent of Man, and Selection in Relation to Sex (Die Abstammung des Menschen und die geschlechtliche Zuchtwahl) erscheint. Er setzt sich darin mit der Stammesgeschichte des Menschen sowie mit der sexuellen Selektion auseinander und verwendet hier zum ersten Mal in einer seiner Schriften die Bezeichnung „Evolution“. Die noch im gleichen Jahr herausgegebene deutsche Übersetzung stammt vom Zoologen Julius Victor Carus.

#### Ökonomie
- Carl Menger veröffentlicht Grundsätze der Volkswirthschaftslehre und begründet damit die Österreichische Schule der Volkswirtschaftslehre. Er stellt sich in scharfen Gegensatz zur bisher herrschenden Klassischen Nationalökonomie.

#### Verkehr
- 20. April: Erste Fahrplankonferenz der deutschen Eisenbahnen
- 21. Mai: In der Schweiz fährt mit der Vitznau-Rigi-Bahn die erste Zahnradbahn der Welt auf einen Berg.
- 17. September: Der Mont-Cenis-Tunnel wird eröffnet. Der Eisenbahntunnel sorgt für schnellere Verbindungen zwischen Paris und Rom und unterquert das Mont-Cenis-Massiv in den Westalpen.
- 28. Oktober: Das Deutsche Reich schließt sich dem Gotthardvertrag zwischen Italien und der Schweiz an. Am 6. Dezember wird in Luzern die Gotthardbahn-Gesellschaft zum Bau der Gotthardbahn und des Gotthardtunnels gegründet. Präsident wird Alfred Escher, Vizepräsident Josef Zingg.

#### Sonstige wissenschaftliche Ereignisse
- 1. Juni: Bei Rendswühren in Schleswig-Holstein wird eine aus dem 1. oder 2. Jahrhundert stammende, später als „Mann von Rendswühren“ bekannt gewordene Moorleiche aufgefunden.
- 17. Juli: Zénobe Gramme führt in Paris eine Gramme-Maschine, einen dynamoelektrischen Motor mit kontinuierlicher Induktion, vor Wissenschaftlern vor.
- 5. Oktober: Gründung der Società degli Spettroscopisti Italiani (Italienische Spektroskopische Gesellschaft), der ersten wissenschaftlich-astrophysikalischen Vereinigung.
- 28. Oktober: Julie-Victoire Daubié erwirbt als erste Frau in Frankreich das Lizenziat ès lettres (Literatur und Philologie) an der Sorbonne.
- Gründung der Harvard Summer School

### Kultur

#### Architektur
- 29. März: Die Royal Albert Hall im Londoner Stadtteil Kensington wird eröffnet. Sie bildet den nutzbaren Teil der nationalen Gedenkstätte zu Ehren von Prinz Albert von Sachsen-Coburg und Gotha, dem 1861 gestorbenen Gemahl von Königin Victoria.

#### Bildende Kunst

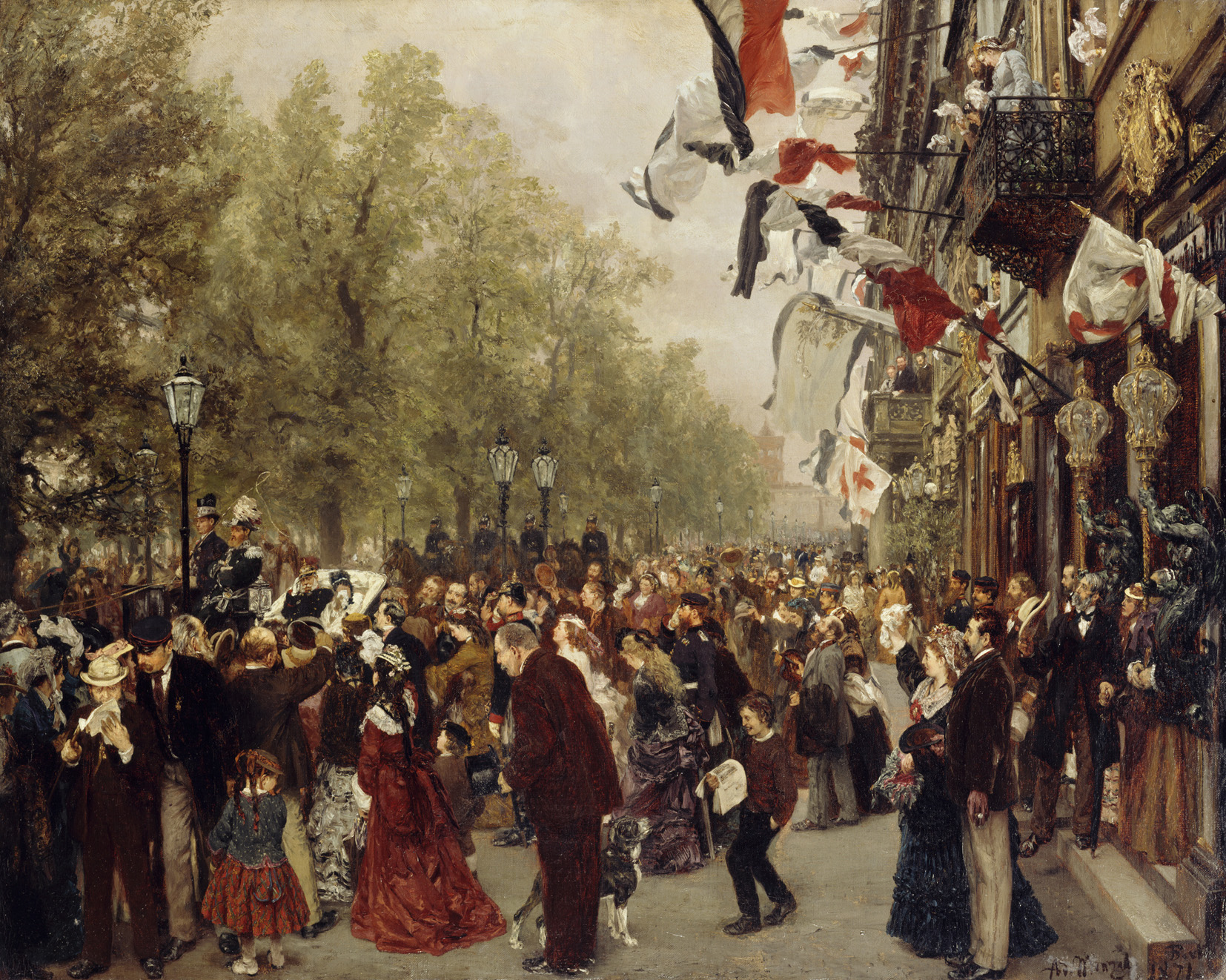
Abreise König Wilhelms I. zur Armee am 31. Juli 1870

- James McNeill Whistler malt in Öl auf Leinwand sein berühmtestes Werk, Whistler's Mother.

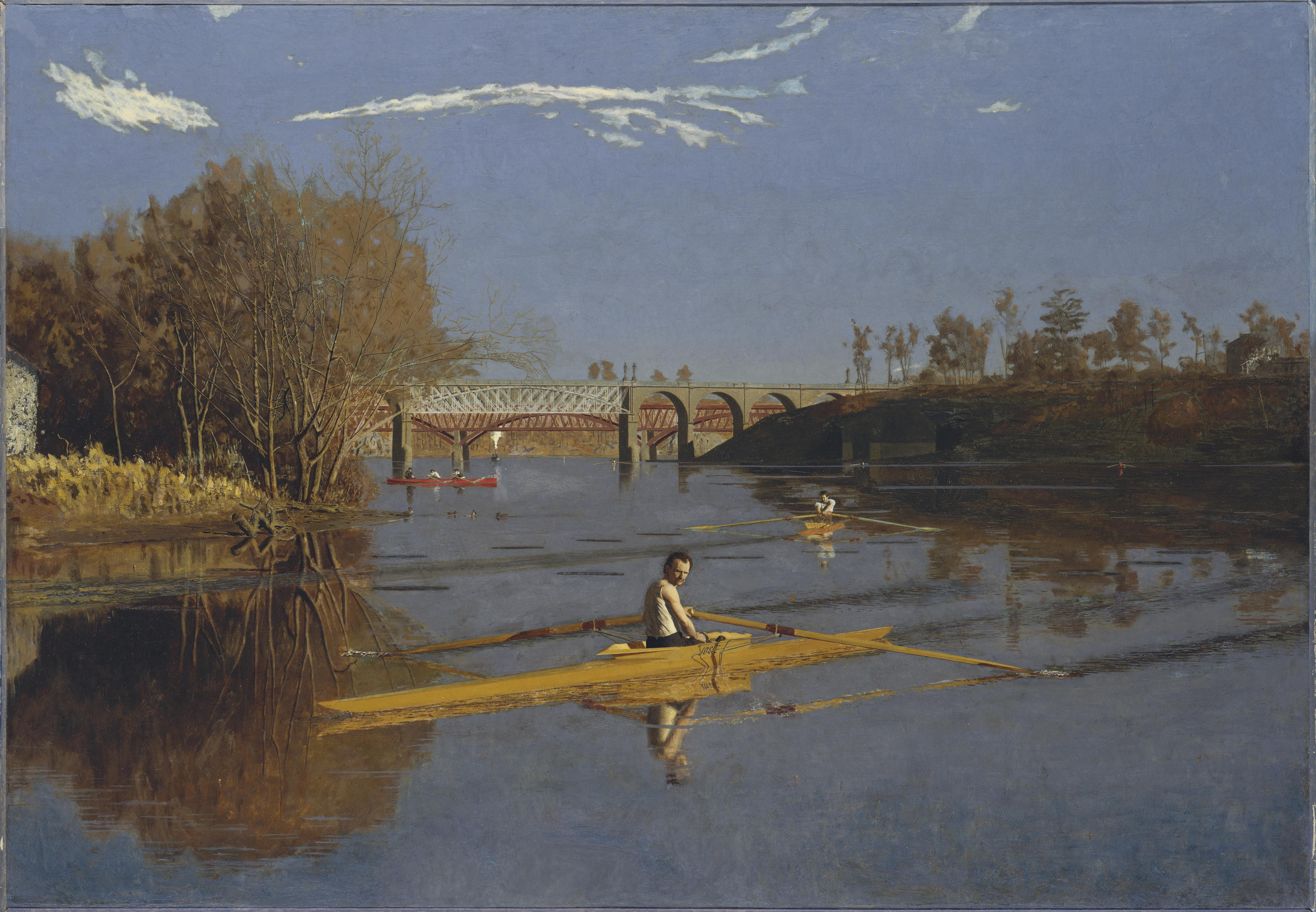
Max Schmitt in a Single Scull, Öl auf Leinwand

- Thomas Eakins malt sein bekanntestes Ruderbild Max Schmitt in a Single Scull.
- Adolph von Menzel malt in Öl auf Leinwand die Abreise König Wilhelms I. zur Armee am 31. Juli 1870.
- Mit Mitteln des wohlhabenden britischen Rechtsanwalts und Kunstsammlers Felix Slade erfolgt in London die Gründung der Slade School of Fine Art. Erster Professor wird Edward Poynter, der die Schule entscheidend prägt.
- Die Hochschule für Kunst und Design Helsinki wird gegründet.

#### Musik und Theater

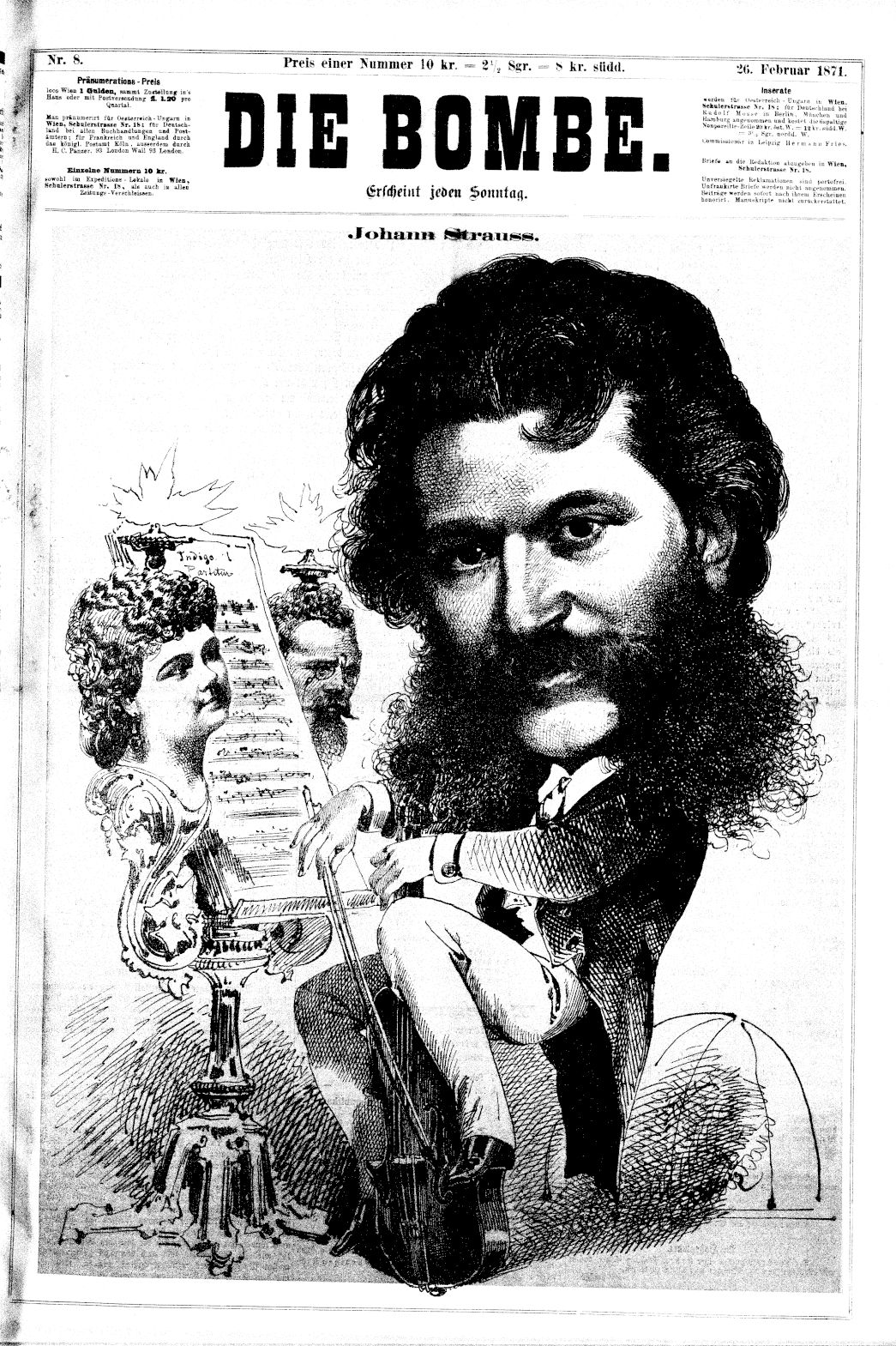
Johann Strauss (Sohn) in der Satirezeitschrift Die Bombe, 26. Februar 1871

- 10. Februar: Mit Indigo und die 40 Räuber wird die erste Operette von Johann Strauss (Sohn) mit wenig Erfolg am Theater an der Wien in Wien uraufgeführt. Der Text basiert auf dem Märchen Ali Baba und die vierzig Räuber aus Tausendundeine Nacht.
- Februar: Mit einem Amateurkonzert von Mitgliedern der Trinity Episcopal Church wird das neu errichtete Springer Opera House in Columbus, Georgia, eröffnet.
- 14. April: Die Uraufführung des am 15. März fertiggestellten patriotischen Marsches Kaisermarsch von Richard Wagner erfolgt im Berliner Concerthaus an der Leipziger Straße unter der Leitung von Benjamin Bilse. Am 5. Mai dirigiert Wagner selbst das Stück in der Königlichen Hofoper in Anwesenheit von Kaiser Wilhelm I.
- 1. November: Die im gleichen Jahr erschienene Komödie Der Wald von Alexander Ostrowski hat ihre Uraufführung am Alexandrinski-Theater in Sankt Petersburg.

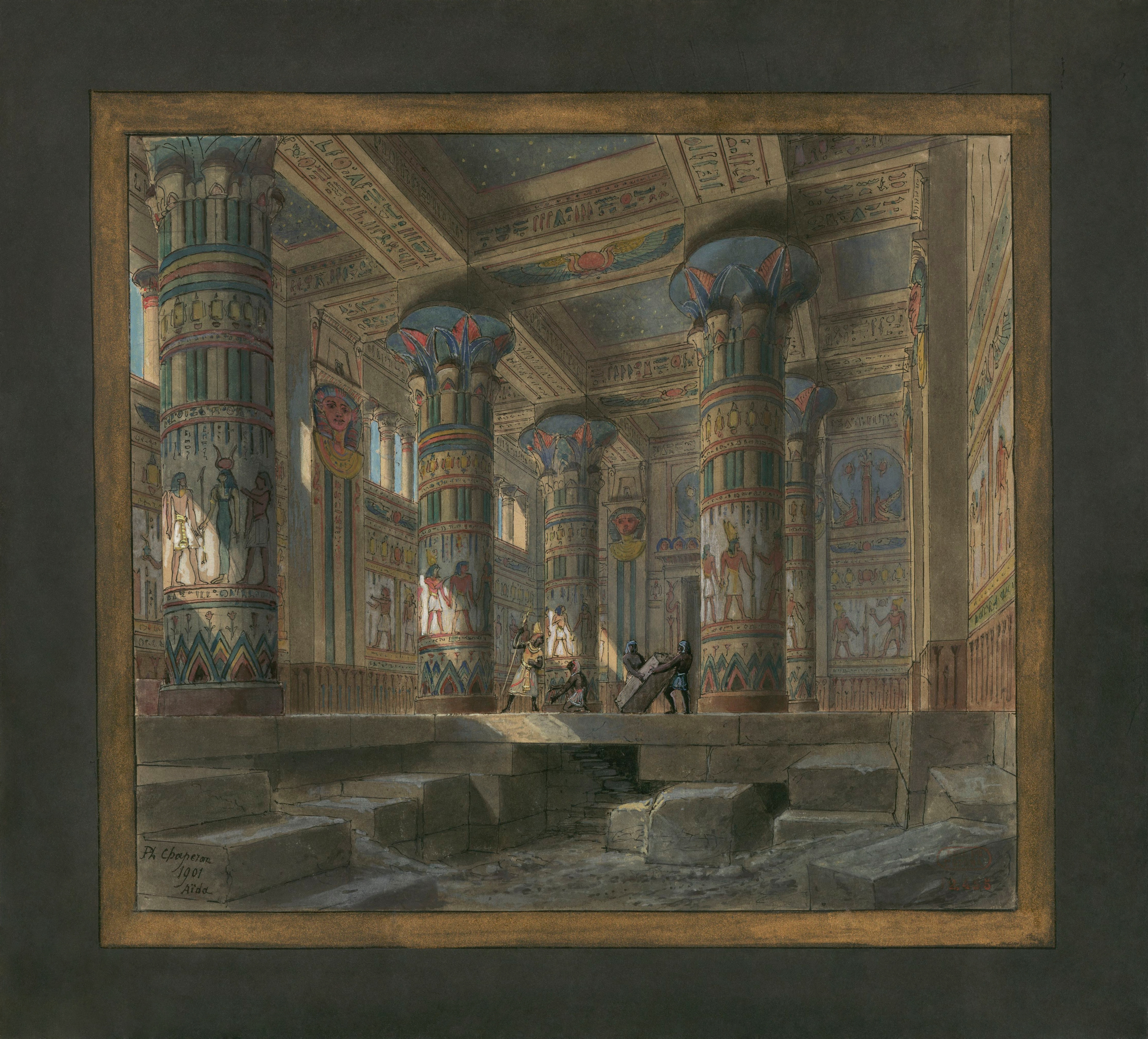
Bühnenbildentwurf von Philippe Chaperon für die zweite Szene des dritten Akts

- 24. Dezember: Die Oper Aida von Giuseppe Verdi mit dem Libretto von Antonio Ghislanzoni, verfasst nach einem Szenarium von Auguste Mariette, wird am Khedivial-Opernhaus in Kairo uraufgeführt.
- In Wien beginnt der Bau des Wiener Stadttheaters durch die Architekten Ferdinand Fellner den Älteren und Ferdinand Fellner den Jüngeren für eine private AG des Journalisten Max Friedländer und des Theaterautors und -leiters Heinrich Laube.

#### Sonstiges
- Veröffentlichung des Gedankenexperiments Maxwellscher Dämon
- Methodischer Wendepunkt in der noch jungen Wissenschaftsdisziplin Kunstgeschichte: der öffentlich ausgetragene Dresdner Holbeinstreit
- Gründung der Gymnasial-Kapelle zu Gütersloh, heute: Gymnasial-Posaunenchor Gütersloh

### Katastrophen
- 30. Juli: Im Hafen von New York kommt es an Bord der Passagierfähre Westfield am Staten Island Ferry Terminal in Manhattan zu einer Kesselexplosion. 125 Menschen kommen beim schwersten Fährunglück im New Yorker Hafen ums Leben.
- 8. Oktober: Peshtigo im US-Bundesstaat Wisconsin wird mit mehreren umliegenden Dörfern ein Raub der Flammen. Der Feuersturm von Peshtigo ist der Waldbrand mit den meisten Todesopfern in der US-Geschichte; er fordert mindestens 1.200 Menschenleben und zerstört eine Fläche von etwa 6.000 km².

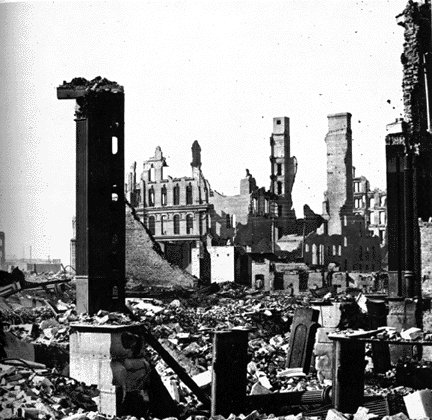
Nach dem großen Stadtbrand in Chicago 1871, Ecke Dearborn und Monroe Street

- 8. bis 10. Oktober: Beim großen Brand in Chicago brennt fast die ganze Stadt nieder. Rund 300 Menschen kommen ums Leben, 100.000 werden obdachlos. Zahlreiche architektonische Besonderheiten wie das Verlagsgebäude der Chicago Tribune und das Crosby Opera House werden ein Raub der Flammen.

### Sport
- 26. Januar: In London entsteht der Sportverband Rugby Football Union.

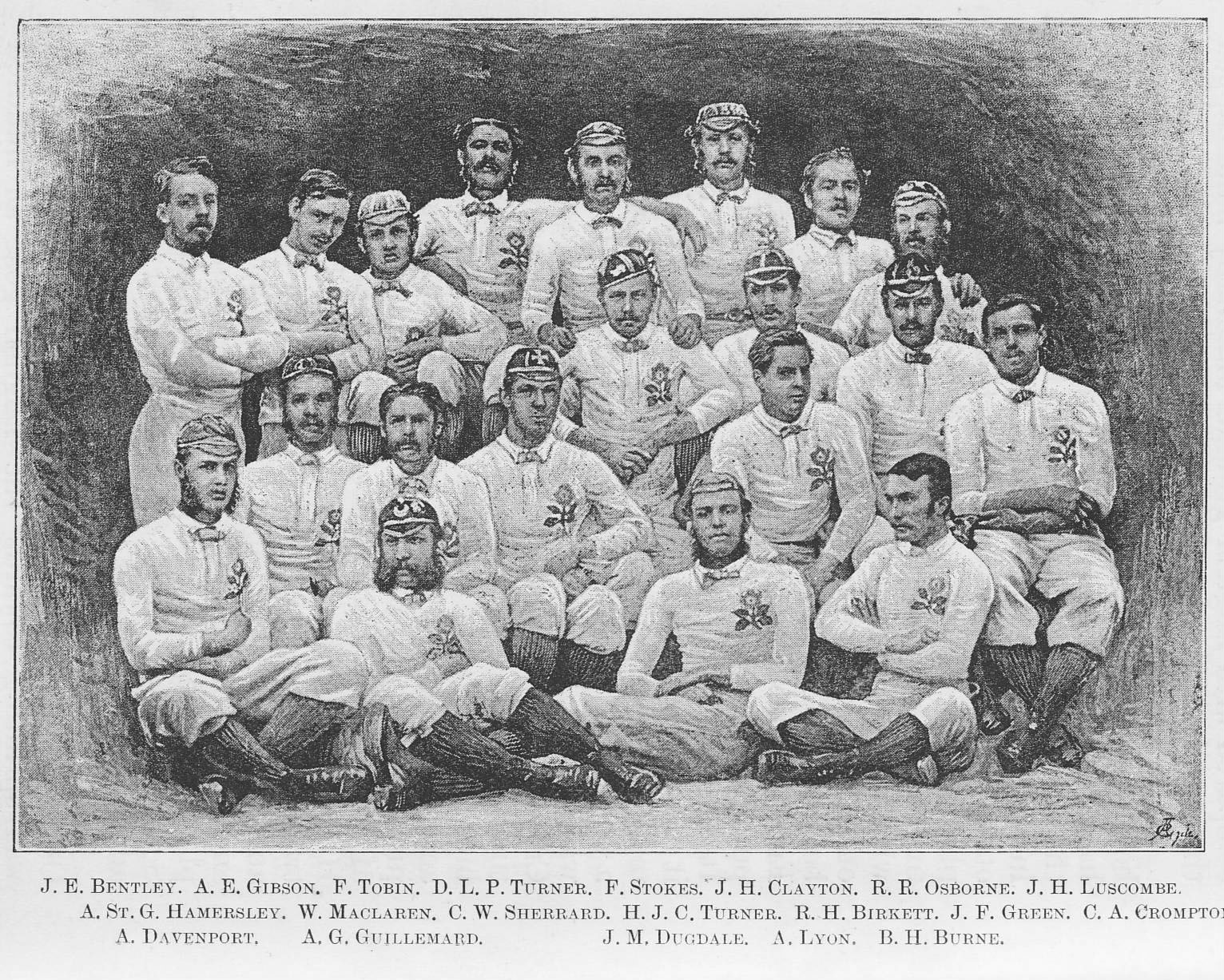
1871: Das erste englische Rugby-Team

- 27. März: In Edinburgh findet zwischen Schottland und England das erste Länderspiel im Rugby Union statt, das von den Gastgebern mit 4:1 gewonnen wird.
- Die National Association, die erste Baseball-Profi-Liga, wird gegründet.

## Geboren

### Januar
- 01. Januar: Edmund Brückner, deutscher Diplomat und Ministerialbeamter († 1935)
- 02. Januar: Johann Gottfried Bischoff, deutscher Stammapostel der Neuapostolischen Kirche († 1960)
- 03. Januar: Max Kaempfert, Schweizer Komponist und Dirigent († 1941)
- 03. Januar: Nándor Láng, ungarischer Archäologe, Historiker und Klassischer Philologe († 1952)
- 03. Januar: Octave Salzard, französischer Turner († 1934)
- 05. Januar: Frederick Shepherd Converse, US-amerikanischer Komponist († 1940)
- 05. Januar: Frank Patterson, US-amerikanischer Komponist († 1966)
- 07. Januar: Émile Borel, französischer Mathematiker und Politiker († 1956)
- 09. Januar: Arnold Königs, deutscher Architekt und Bauunternehmer († 1960)
- 09. Januar: Jean Philippe Vogel, niederländischer Orientalist († 1958)
- 10. Januar: Wilhelm Diehl, deutscher Priester und Historiker († 1944)
- 10. Januar: Enrica von Handel-Mazzetti, österreichische Schriftstellerin († 1955)
- 14. Januar: Nikolaus Bares, deutscher Bischof († 1935)
- 17. Januar: David Beatty, britischer Admiral († 1936)
- 18. Januar: Franz Blei, österreichischer Schriftsteller, Übersetzer und Literaturkritiker († 1942)
- 19. Januar: Ludwig Maria Hugo, Bischof von Mainz († 1935)
- 21. Januar: Hermann Blau, deutscher Ingenieur und Chemiker († 1944)
- 23. Januar: Salvator Issaurel, französischer Sänger und Musikpädagoge († 1944)
- 25. Januar: Albert Südekum, deutscher Journalist und SPD-Politiker († 1944)
- 26. Januar: Samuel Hopkins Adams, US-amerikanischer Journalist und Schriftsteller († 1958)

### Februar
- 01. Februar: Helmer Hermandsen, norwegischer Sportschütze († 1958)
- 01. Februar: Gabriel Veyre, französischer Filmschaffender († 1936)
- 02. Februar: Olga Iossifowna Preobraschenskaja, russische Tänzerin und Tanzpädagogin († 1962)
- 02. Februar: Montagu Toller, englischer Cricketspieler († 1948)
- 03. Februar: Jean-Baptiste Mimiague, französischer Fechter († 1929)
- 03. Februar: Eugeniusz Romer, polnischer Geograph und Kartograph († 1954)

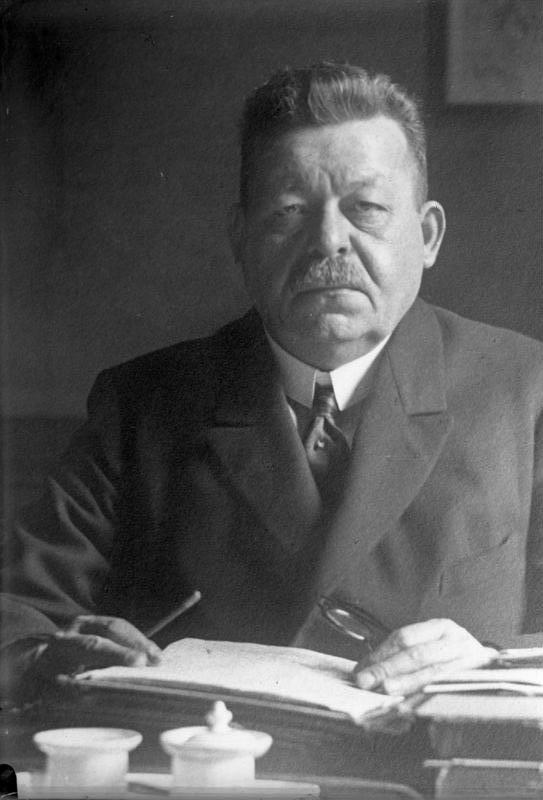
Friedrich Ebert, 1925

- 04. Februar: Friedrich Ebert, erster Reichspräsident der Weimarer Republik († 1925)
- 04. Februar: Heinrich Schnee, deutscher Gouverneur und Politiker, MdR, Mitglied der Lytton-Kommission des Völkerbundes († 1949)
- 06. Februar: Hermann Alois Mayer, deutscher Geschäftsmann, Gesundheitsforscher, Erfinder, Philosoph und Schriftsteller († 1927)
- 07. Februar: Wilhelm Stenhammar, schwedischer Komponist, Pianist und Dirigent († 1927)
- 09. Februar: Fran Saleški Finžgar, slowenischer römisch-katholischer Priester und Schriftsteller († 1962)
- 09. Februar: Howard Taylor Ricketts, US-amerikanischer Pathologe († 1910)
- 10. Februar: Martin Seydel, deutscher Musikwissenschaftler, Stimmbildner und Philosoph († 1934)
- 11. Februar: Alois Steinhauser, Schweizer Jurist und Politiker († 1918)
- 14. Februar: Frederik Samuel Knipscheer, niederländischer Theologe und Historiker († 1955)
- 15. Februar: Carlos de Candamo, peruanischer Diplomat und Sportler († 1946)
- 15. Februar: Josef Hlávka, tschechischer Baumeister, Architekt und Mäzen († 1908)
- 16. Februar: Richard Gunn, britischer Boxer († 1961)
- 16. Februar: Arthur Ponsonby, britischer Staatsbeamter, Politiker, Schriftsteller und Pazifist († 1946)
- 18. Februar: Bernard Crocé-Spinelli, französischer Komponist († 1932)
- 18. Februar: Ludwig Woltmann, deutscher Anthropologe († 1907)
- 18. Februar: George Udny Yule, schottischer Statistiker († 1951)
- 19. Februar: Paul Laufer, Schweizer evangelischer Geistlicher und Hochschullehrer († 1959)
- 21. Februar: Paul Cassirer, deutscher Verleger und Galerist († 1926)
- 21. Februar: Wilhelm von Debschitz, deutscher Kunstmaler, Designer und Kunstlehrer († 1948)
- 24. Februar: Hedwig Dransfeld, deutsche Politikerin, Frauenrechtlerin († 1925)
- 24. Februar: Otto von Zwiedineck-Südenhorst, österreichischer Volkswirt († 1957)
- 25. Februar: Oliver Campbell, US-amerikanischer Tennisspieler († 1953)
- 25. Februar: Lessja Ukrajinka, ukrainische Dichterin, Dramaturgin und Übersetzerin († 1913)
- 28. Februar: Leo von König, deutscher Maler († 1944)
- 28. Februar: Shimamura Hōgetsu, japanischer Schriftsteller, Literaturkritiker und -wissenschaftler († 1918)
- 28. Februar: Takayama Chogyū, japanischer Schriftsteller († 1902)

### März
- 01. März: Ferdinand Andri, österreichischer Maler und Grafiker († 1956)
- 01. März: Oskar Heinroth, deutscher Ornithologe, Leiter des Berliner Aquariums († 1945)
- 02. März: Gideon Ericsson, schwedischer Sportschütze († 1936)
- 03. März: Ada Crossley, australische Sängerin († 1929)
- 03. März: Maurice Garin, französischer Radrennfahrer († 1957)
- 03. März: Josef Schatz, österreichischer Germanist und Mundartforscher († 1950)
- 04. März: Boris Galjorkin, sowjetischer Ingenieur und Mathematiker († 1945)
- 04. März: Walton Brooks McDaniel, US-amerikanischer klassischer Philologe († 1978)

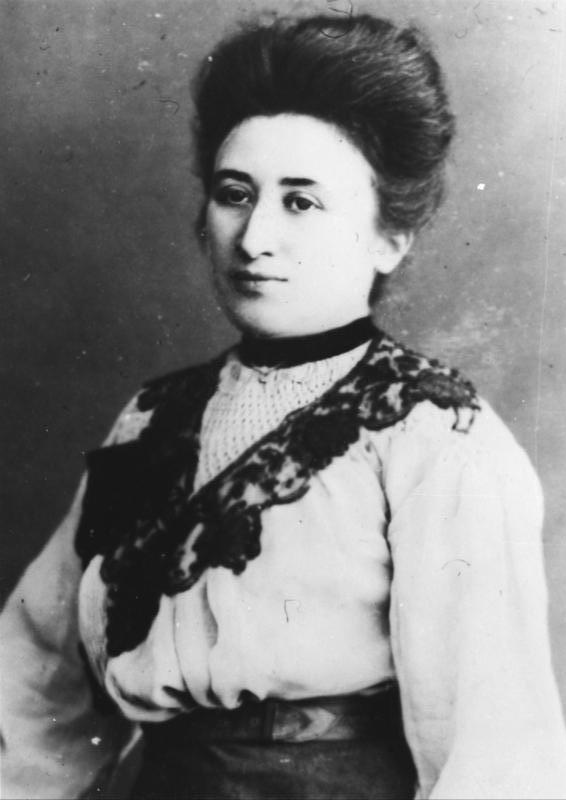
Rosa Luxemburg, 1915

- 05. März: Rosa Luxemburg, deutsche Vertreterin der internationalen Arbeiterbewegung († 1919)
- 05. März: William Nelson Runyon, US-amerikanischer Politiker († 1931)
- 06. März: Afonso Augusto da Costa, portugiesischer Politiker, mehrfacher Finanzminister und Ministerpräsident seines Landes († 1937)
- 06. März: Fritz Ehrler, deutscher Gewerkschaftsfunktionär und sozialdemokratischer Politiker († 1944)
- 08. März: Jakob Künzler, Schweizer Zimmermann, Diakon, evangelischer Missionar, Arzt und Retter von armenischen Waisen († 1949)
- 09. März: Arthur Fickenscher, US-amerikanischer Komponist († 1954)
- 09. März: Emil Rosenow, deutscher Schriftsteller († 1904)
- 11. März: Violet Pinckney, englische Tennisspielerin († 1955)
- 13. März: Geoffrey Coles, britischer Sportschütze († 1916)
- 14. März: William Kilgour Jackson, britischer Curler († 1955)
- 14. März: Walter Stoeckel, deutscher Gynäkologe († 1961)
- 14. März: Bernhard Winter, deutscher Maler († 1964)
- 15. März: Constantin Argetoianu, rumänischer Diplomat und Politiker († 1955)
- 15. März: James B. A. Robertson, US-amerikanischer Politiker († 1938)
- 16. März: András L. Áchim, ungarischer Politiker († 1911)
- 16. März: Frantz Reichel, französischer Sportler († 1932)
- 18. März: Xenophon P. Wilfley, US-amerikanischer Politiker († 1931)
- 19. März: Wilhelm August Johannes Aisch, deutscher Bienenzüchter, Fachschriftsteller und Schriftleiter († 1939)
- 19. März: Mary Vetsera, österreichische Adelige († 1889)
- 22. März: Franz Adam Beyerlein, deutscher Schriftsteller († 1949)
- 22. März: Paul Gläser, deutscher Kirchenmusiker, Komponist und Kirchenmusikdirektor († 1937)
- 22. März: Stewart Tritle, US-amerikanischer Tennisspieler († 1947)
- 25. März: Hermann Abert, deutscher Musikgelehrter († 1927)
- 25. März: Louis Perrée, französischer Fechter († 1924)

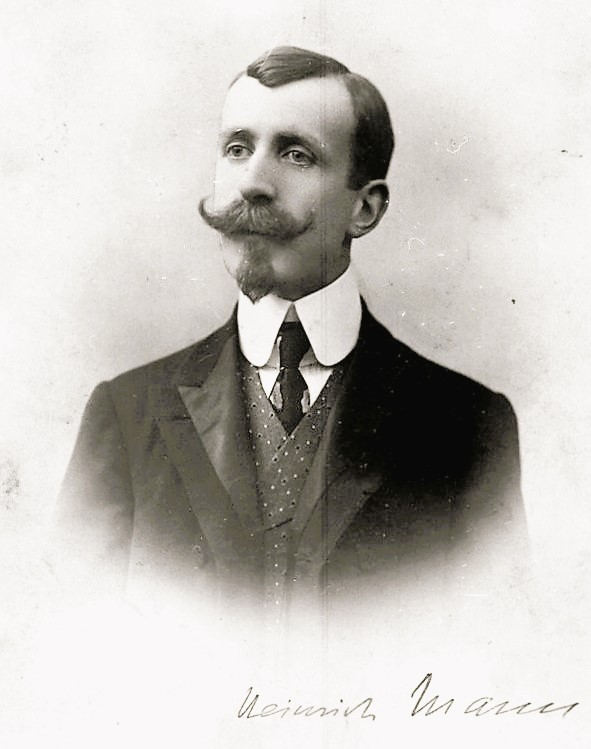
Heinrich Mann, 1906

- 27. März: Heinrich Mann, deutscher Schriftsteller († 1950)
- 28. März: Willem Mengelberg, niederländischer Dirigent († 1951)
- 31. März: Jean Jacques David, Schweizer Afrikaforscher und Bergbauingenieur († 1908)

### April
- 01. April: Helene Maß, Berliner Landschafts- und Blumenmalerin, Grafikerin, Radiererin und Holzschneiderin († 1955)
- 03. April: Simon Abram, österreichischer Politiker († 1940)
- 04. April: Arthur Wehnelt, deutscher Physiker († 1944)
- 05. April: Friedrich von Oesterley, deutscher Dressurreiter († 1944)
- 06. April: Walther Arnsperger, deutscher Philosoph († 1902)
- 06. April: Alfred Montmarquette, kanadischer Folkkomponist und Akkordeonist († 1944)
- 09. April: Friedrich (Fritz) Gansberg, deutscher Schriftsteller, Volksschullehrer und Reformpädagoge († 1950)
- 11. April: Gyula Kellner, ungarischer Leichtathlet († 1940)
- 11. April: Theodor Pallady, rumänischer Maler († 1956)
- 12. April: August Endell, deutscher Architekt des Jugendstils († 1925)
- 12. April: Ioannis Metaxas, griechischer General und Politiker († 1941)
- 14. April: Henri Fournier, französischer Rennfahrer († 1919)
- 14. April: Antonio Paoli, puerto-ricanischer Opernsänger († 1946)
- 15. April: Jorge Meléndez Ramírez, Präsident von El Salvador († 1953)
- 15. April: Harry Van Bergen, US-amerikanischer Segler († 1963)
- 15. April: Jonathan Zenneck, deutscher Physiker und Funkpionier († 1959)
- 16. April: John Millington Synge, irischer Dramatiker († 1909)
- 16. April: Henry Stephenson, britischer Film- und Theaterschauspieler († 1956)
- 20. April: Slavoljub Eduard Penkala, kroatischer Ingenieur und Erfinder († 1922)

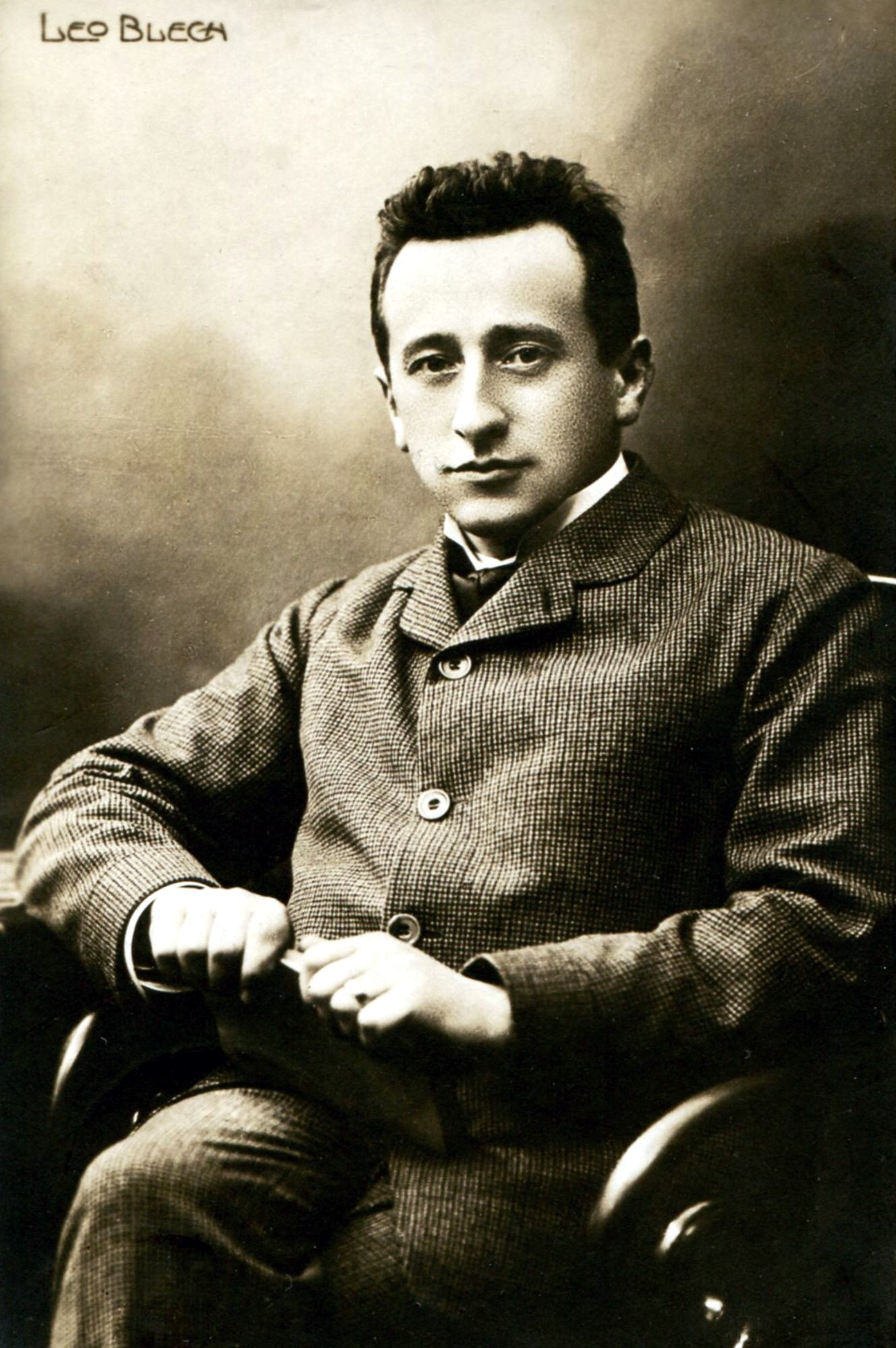
Leo Blech um 1900

- 21. April: Leo Blech, deutscher Komponist und Dirigent († 1958)
- 23. April: František Josef Čečetka, tschechischer Schriftsteller und Pädagoge († 1942)
- 25. April: Lorne Currie, britischer Segler († 1926)
- 25. April: August Mittelsten Scheid, deutscher Unternehmer († 1955)
- 27. April: Albert Jodlbauer, deutscher Mediziner, Pharmakologe und Toxikologe († 1945)
- 27. April: Arthur Nevin, US-amerikanischer Komponist, Dirigent und Musikpädagoge († 1943)
- 29. April: Arie Noordtzij, niederländischer reformierter Theologe († 1944)
- 29. April: William Stern, deutscher Psychologe († 1938)

### Mai
- 01. Mai: Fidelis von Stotzingen, deutscher Benediktiner, Abt des Klosters Maria Laach und Abtprimas der Benediktinischen Konföderation († 1947)
- 03. Mai: Angel De Cora, amerikanische Künstlerin und Illustratorin vom Stamm Winnebago († 1919)
- 04. Mai: Salomo Friedlaender, deutscher Philosoph und Schriftsteller († 1946)
- 04. Mai: Elzéar Hamel, kanadischer Schauspieler († 1944)
- 05. Mai: Gaétan de Knyff, belgischer Automobilrennfahrer († 1933)
- 06. Mai: Victor Grignard, französischer Chemiker († 1935)
- 06. Mai: Christian Morgenstern, deutscher Dichter und Schriftsteller († 1914)
- 11. Mai: Carl James Bühring, deutscher Architekt, Kommunalpolitiker († 1936)
- 11. Mai: Paul Cazeneuve, kanadischer Schauspieler und Theaterleiter († 1925)
- 11. Mai: Mariano Fortuny, spanischer Modeschöpfer, Maler und Innenarchitekt († 1949)
- 11. Mai: Frank Schlesinger, US-amerikanischer Astronom († 1943)
- 14. Mai: Lion Wohlgemuth, deutscher Unternehmer, Feuerwehrmann, Mäzen und NS-Opfer (gest. 1938)
- 17. Mai: Céline Marier, kanadische Sängerin und Gesangspädagogin († 1940)
- 17. Mai: Anna Petrowna Ostroumowa-Lebedewa, russische bzw. sowjetische Malerin († 1955)
- 18. Mai: Denis Horgan, irischer Kugelstoßer († 1922)
- 18. Mai: Franziska zu Reventlow, deutsche Schriftstellerin, Übersetzerin und Malerin († 1918)
- 19. Mai: Pietro Boetto, italienischer Geistlicher, römisch-katholischer Erzbischof von Genua und Kardinal († 1946)
- 19. Mai: Walter Russell, US-amerikanischer Philosoph († 1963)
- 23. Mai: St George Ashe, britischer Ruderer († 1922)
- 23. Mai: Käte Duncker, deutsche Politikerin († 1953)
- 25. Mai: Otto Dempwolff, deutscher Sprachwissenschaftler und Volkskundler († 1938)
- 27. Mai: Oskar Picht, deutscher Erfinder der Blindenschreibmaschine († 1945)
- 27. Mai: Georges Rouault, französischer Maler und Grafiker († 1958)
- 30. Mai: Nándor Dáni, ungarischer Leichtathlet († 1949)
- 30. Mai: Olga Engl, österreichisch-deutsche Schauspielerin († 1946)
- 30. Mai: Harry Macdonough, kanadischer Sänger († 1931)
- 31. Mai: John G. Townsend, US-amerikanischer Politiker († 1964)

### Juni
- 02. Juni: Ruffin Pleasant, US-amerikanischer Politiker († 1937)
- 05. Juni: Michele Angiolillo Lombardi, italienischer Anarchist und Attentäter († 1897)
- 09. Juni: Cölestin Maier, deutscher Benediktinermönch und Abt von Schweiklberg († 1935)
- 12. Juni: Ernst Stromer von Reichenbach, deutscher Paläontologe († 1952)
- 14. Juni: Hermanus Brockmann, niederländischer Ruderer († 1936)
- 14. Juni: Jacob Christian Hansen Ellehammer, dänischer Luftfahrtpionier († 1946)
- 15. Juni: William Hirons, britischer Leichtathlet und Tauzieher († 1958)
- 16. Juni: Eugène Monod, Schweizer Architekt († 1929)
- 19. Juni: Fritz Hofmann, deutscher Leichtathlet und Olympiateilnehmer († 1927)
- 19. Juni: Alajos Szokolyi, slowakischer Teilnehmer der ersten Olympischen Sommerspiele 1896 († 1932)
- 22. Juni: William McDougall, englisch-US-amerikanischer Psychologe († 1938)
- 22. Juni: Arthur Wynne, britischer Redakteur, Erfinder des Kreuzworträtsels († 1945)
- 25. Juni: Grethe Auer, schweizerisch-österreichische Schriftstellerin († 1940)
- 26. Juni: Johan August Anker, norwegischer Segler, Olympiasieger, Yachtkonstrukteur und Werftbesitzer († 1940)
- 27. Juni: Justus Köberle, deutscher evangelischer Theologe und Hochschullehrer († 1908)
- 28. Juni: Peter Rosenberg, lettischer Pastor und evangelischer Bekenner († 1919)
- 29. Juni: Rudolf Bosselt, deutscher Bildhauer, Medailleur und Reformpädagoge († 1938)

### Juli
- 01. Juli: Olaf Sæter, norwegischer Sportschütze († 1945)
- 03. Juli: William Henry Davies, englischer Lyriker († 1940)
- 03. Juli: Kurt Streitwolf, deutscher Offizier († 1954)
- 05. Juli: John Sandblom, schwedischer Segler († 1948)
- 07. Juli: August Plüss, Schweizer Archivar und Historiker († 1910)
- 08. Juli: Walter Breisky, österreichischer Politiker († 1944)
- 08. Juli: Suzanne Girod, französische Tennisspielerin († 1926)
- 08. Juli: Clement Harris, britischer Pianist und Komponist († 1897)
- 10. Juli: Hugh M. Dorsey, US-amerikanischer Politiker († 1948)

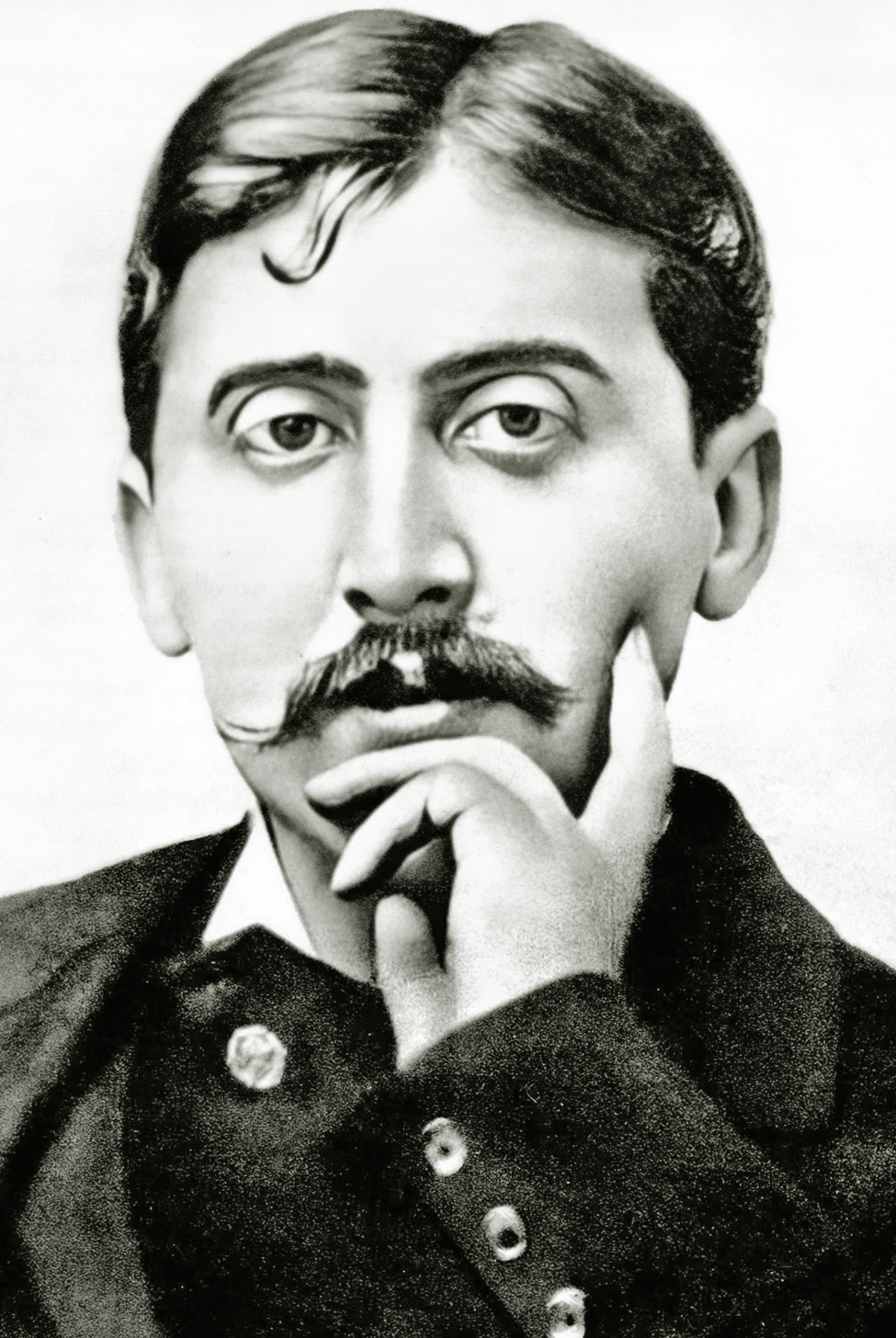
Marcel Proust, um 1900

- 10. Juli: Marcel Proust, französischer Schriftsteller, Kritiker und Intellektueller († 1922)
- 15. Juli: Henryk Arctowski, polnischer Wissenschaftler, Ozeanograf und Erforscher der Antarktis († 1958)
- 15. Juli: Max Bodenstein, deutscher Physikochemiker († 1942)
- 15. Juli: Kunikida Doppo, japanischer Schriftsteller († 1908)
- 16. Juli: John Maxwell, US-amerikanischer Golfspieler († 1906)
- 17. Juli: John Miller Andrews, Premierminister Nordirlands († 1956)
- 17. Juli: Lyonel Feininger, deutsch-US-amerikanisch-französischer Karikaturist und Maler († 1956)
- 18. Juli: Giacomo Balla, italienischer Maler des Futurismus († 1958)
- 19. Juli: Lars Jørgen Madsen, dänischer Sportschütze († 1925)
- 19. Juli: Johannes Wendland, preußischer evangelischer Geistlicher und Hochschullehrer († 1947)
- 20. Juli: Ernest Hutcheson, australischer Pianist, Musikpädagoge und Komponist († 1951)
- 22. Juli: Gustav Wilhelm Johannes von Zahn, deutscher Geograph († 1946)
- 23. Juli: Carel Mann, niederländischer Schachproblemkomponist († 1928)
- 25. Juli: Friedrich Pützer, deutscher Architekt und Kirchenbaumeister († 1922)
- 26. Juli: Emil Wilhelm Artmann, österreichischer Bauingenieur, Architekt und Hochschullehrer († 1939)
- 27. Juli: Ákos Buttykay, ungarischer Komponist († 1935)
- 27. Juli: Ollie Murray James, US-amerikanischer Politiker († 1918)
- 27. Juli: Ernst Zermelo, deutscher Mathematiker († 1953)
- 28. Juli: Sergei Nikolajewitsch Bulgakow, russischer Ökonom und orthodoxer Theologe († 1944)
- 30. Juli: J. Graham Kenion, britischer Segler († 1942)

### August
- 01. August: Eduard von Winterstein, deutscher Filmschauspieler († 1961)
- 03. August: Hàm Nghi, achter Kaiser der vietnamesischen Nguyễn-Dynastie († 1944)
- 03. August: Augusta Holtz, deutsch-US-amerikanische Altersrekordhalterin († 1986)
- 03. August: Vernon Louis Parrington, US-amerikanischer Literaturwissenschaftler und Historiker († 1929)
- 05. August: Aron Freimann, jüdisch-deutscher Historiker († 1948)
- 06. August: Heinrich Bosse, deutsch-baltischer Geistlicher und evangelischer Märtyrer († 1919)
- 07. August: Thilda Harlor, französische Feministin († 1970)
- 09. August: Erich Metzeltin, deutscher Eisenbahn-Ingenieur († 1948)

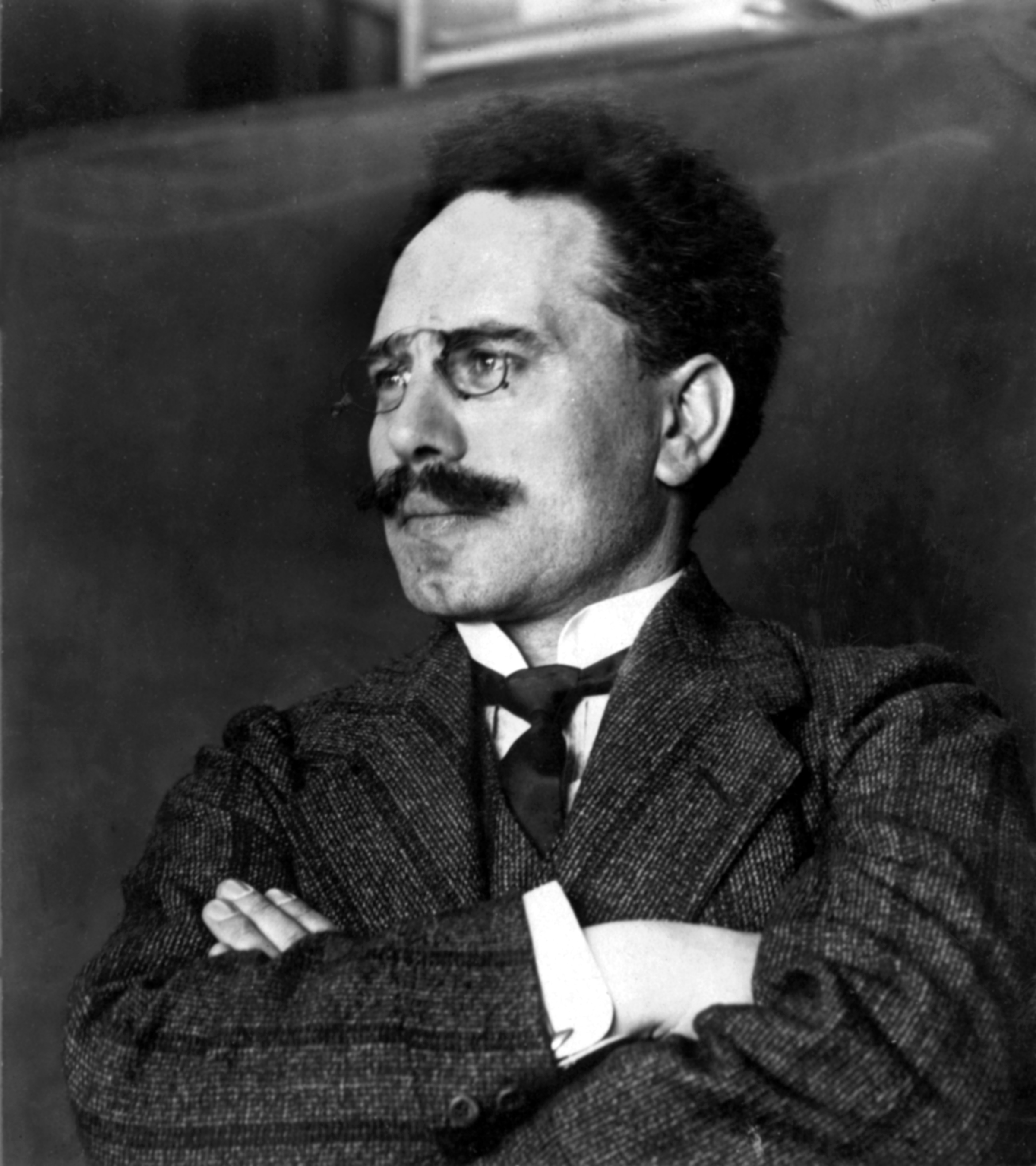
Karl Liebknecht, um 1911

- 13. August: Karl Liebknecht, deutscher sozialistischer Politiker († 1919)
- 14. August: Guangxu, Kaiser von China († 1908)
- 14. August: Johann Emil Schaudt, deutscher Architekt und Kunstgewerbler († 1957)
- 15. August: Albert Rehm, deutscher Altphilologe († 1949)
- 15. August: Arthur George Tansley, britischer Pflanzenökologe und Geobotaniker († 1955)
- 16. August: Sachari Paliaschwili, georgischer Komponist († 1933)
- 17. August: Wilhelm Appun, deutscher Politiker († 1961)
- 18. August: Johan Joseph Aarts, niederländischer Maler und Grafiker († 1934)
- 18. August: Ernst Lommatzsch, deutscher Altphilologe († 1949)

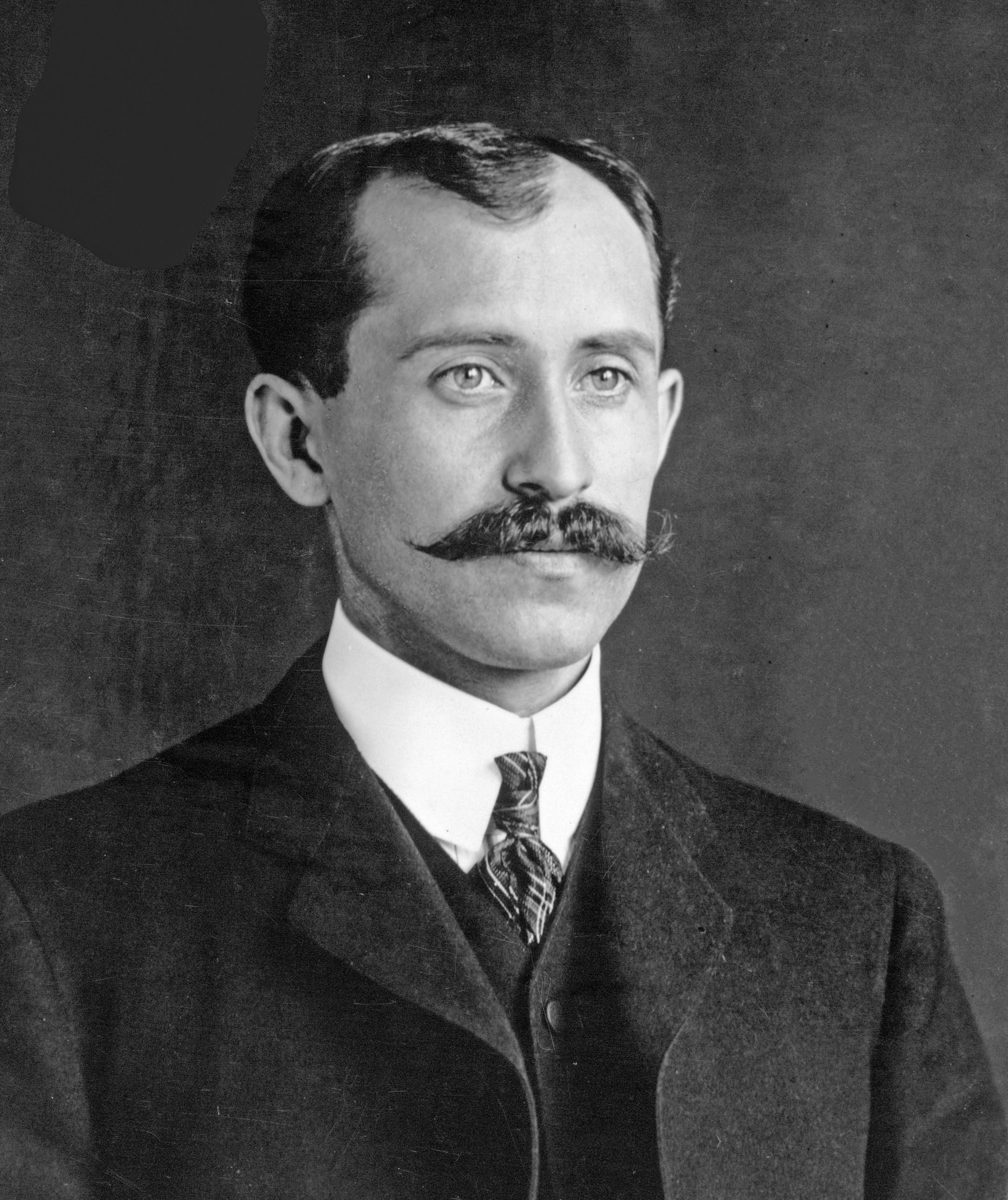
Orville Wright, 1905

- 19. August: Orville Wright, US-amerikanischer Flugpionier und Flugzeugbauer († 1948)
- 21. August: Leonid Nikolajewitsch Andrejew, russischer Schriftsteller († 1919)
- 21. August: Edward Cooke Armstrong, US-amerikanischer Romanist und Mediävist († 1944)
- 21. August: Wilhelm Capelle, deutscher Altphilologe († 1961)
- 21. August: Hugo Graf von und zu Lerchenfeld auf Köfering und Schönberg, deutscher Politiker († 1944)
- 22. August: Butler Ames, US-amerikanischer Politiker († 1954)
- 27. August: Theodore Dreiser, US-amerikanischer Schriftsteller († 1945)
- 29. August: Albert Lebrun, französischer Politiker und letzter Präsident der Dritten Republik († 1950)
- 29. August: Florine Stettheimer, US-amerikanische Malerin († 1944)
- 29. August: Jack Butler Yeats, irischer Künstler († 1957)

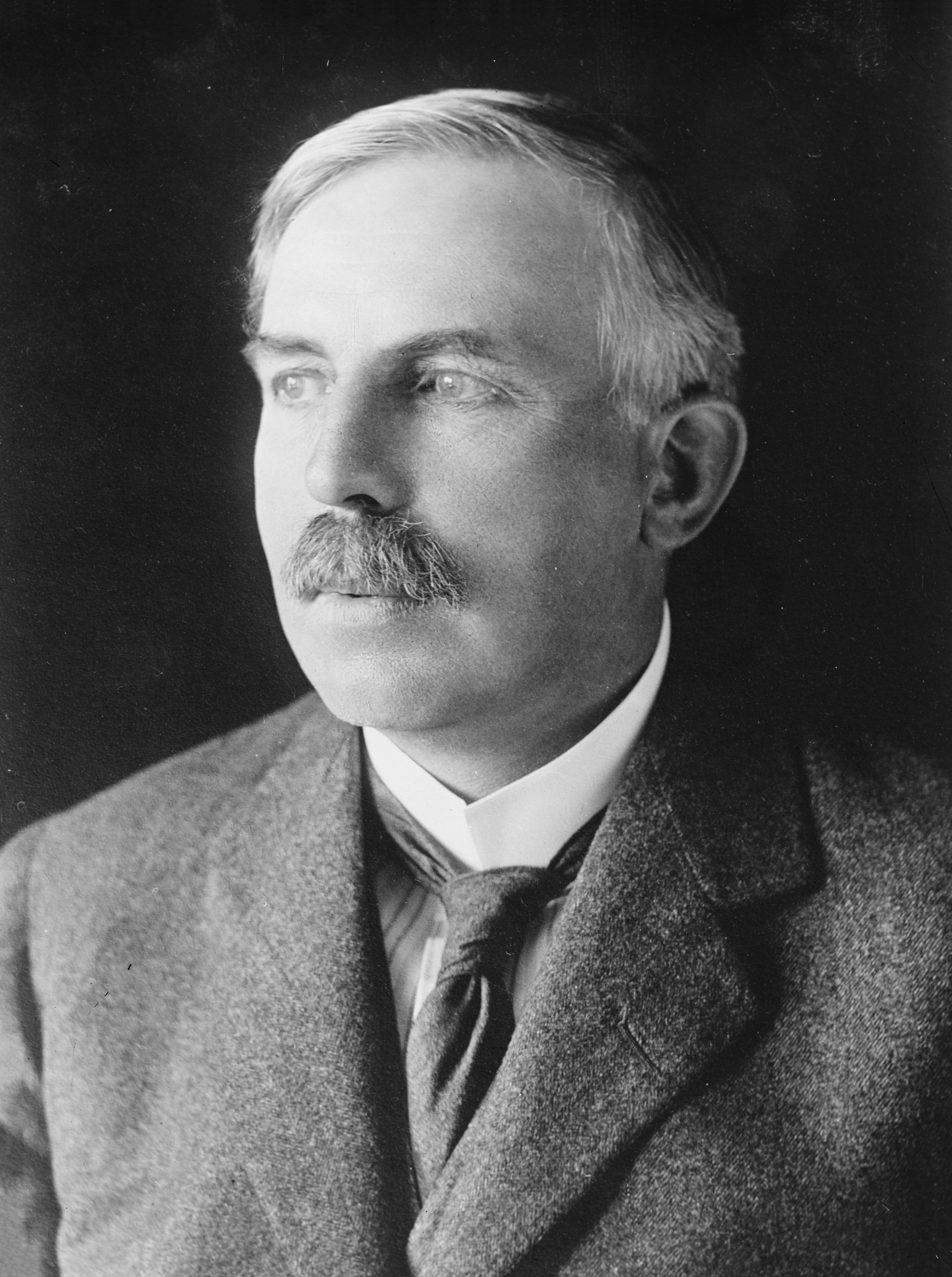
Ernest Rutherford

- 30. August: Ernest Rutherford, englischer Atomphysiker, Nobelpreisträger († 1937)
- 31. August: Ernst II., letzter Herzog von Sachsen-Altenburg († 1955)
- 31. August: James E. Ferguson, US-amerikanischer Politiker († 1944)
- 31. August: Edouard Giroux, französischer Autorennfahrer († 1949)
- 31. August: Rudolf Herzog, deutscher Altphilologe und Archäologe († 1953)

### September
- 02. September: Hildegard Wegscheider, erste Abiturientin und Doktorin Preußens, Lehrerin und SPD-Politikerin († 1953)
- 03. September: Ernst Neumann-Neander, deutscher Kunstmaler und Erfinder, Motorradbauer († 1954)
- 05. September: Friedrich Karl Akel, estnischer Politiker und Diplomat († 1941)
- 06. September: Émile Bender, französischer Politiker († 1953)
- 08. September: Franz Karl Ginzkey, österreichischer Dichter und Schriftsteller († 1963)
- 11. September: Hermenegildo Anglada Camarasa, spanischer Maler († 1959)
- 14. September: Karl Joseph Schulte, Erzbischof des Erzbistums Köln († 1941)
- 19. September: Magnus Johnson, US-amerikanischer Politiker († 1936)
- 19. September: Ernst Poensgen, deutscher Großindustrieller († 1949)
- 19. September: Fritz Schaudinn, deutscher Zoologe und Immunologe († 1906)
- 22. September: Emma Müllenhoff, deutsche Schriftstellerin († 1944)
- 23. September: František Kupka, tschechischer Maler († 1957)
- 24. September: Charlotte Dod, britische Tennisspielerin und Bogenschützin († 1960)
- 24. September: Marius Thé,  französischer Radrennfahrer und Schrittmacher († 1915)
- 26. September: Winsor McCay, US-amerikanischer Karikaturist und Comiczeichner († 1934)
- 26. September: Benno Wolf, deutscher Höhlenforscher, Initiator und Wegbereiter des staatlichen Naturschutzes († 1943)
- 27. September: Grazia Deledda, italienische Schriftstellerin († 1936)
- 27. September: George Ducker, kanadischer Fußballspieler († 1952)
- 28. September: Pietro Badoglio, italienischer Politiker und General († 1956)
- 29. September: Georg Dittmann, deutscher Altphilologe († 1956)
- 30. September: Jan Fabricius, niederländischer Dramatiker und Journalist († 1964)
- 30. September: Ruben Liljefors, schwedischer Komponist († 1936)

### Oktober
- 01. Oktober: Francesco Marchetti Selvaggiani, italienischer Kardinal der römisch-katholischen Kirche († 1951)
- 02. Oktober: Cordell Hull, US-amerikanischer Außenminister und Nobelpreisträger († 1955)
- 04. Oktober: Arnaldo Galliera, italienischer Komponist und Musikpädagoge († 1934)
- 03. Oktober: Damian Buck, Schweizer Benediktinerpater, Naturforscher und Pädagoge († 1940)
- 05. Oktober: Anna Ahrens, niederdeutsche Heimatdichterin († 1960)
- 07. Oktober: Viola Gillette, US-amerikanische Sängerin († 1956)
- 07. Oktober: Georg Hermann, deutscher Schriftsteller († 1943)
- 13. Oktober: Julius Mössel, deutscher Künstler († 1957)
- 14. Oktober: William Howard Thompson, US-amerikanischer Politiker († 1928)
- 14. Oktober: Alexander Zemlinsky, österreichischer Komponist und Dirigent († 1942)
- 15. Oktober: Andreas Sprecher von Bernegg, Schweizer Pflanzenbauwissenschaftler († 1951)
- 17. Oktober: Thaddeus H. Caraway, US-amerikanischer Politiker († 1931)
- 17. Oktober: Friedrich Ostendorf, deutscher Architekt († 1915)
- 19. Oktober: Karol Adwentowicz, polnischer Theater- und Filmschauspieler, Regisseur und Theaterdirektor († 1958)
- 19. Oktober: Luigi Albertini, italienischer Politiker und Publizist († 1941)
- 19. Oktober: Walter Cannon, US-amerikanischer Physiologe († 1945)
- 19. Oktober: Fred W. Green, US-amerikanischer Politiker († 1936)
- 20. Oktober: Hubert Gessner, österreichischer Architekt († 1943)
- 22. Oktober: Kurt Wildhagen, deutscher sokratischer Lehrer und Herausgeber der Werke Iwan Turgenjews († 1949)
- 23. Oktober: João Gomez de Araújo, brasilianischer Komponist († 1963)
- 23. Oktober: Gjergj Fishta, albanischer Franziskaner und Dichter († 1940)
- 26. Oktober: Guillermo Kahlo, mexikanischer Fotograf deutscher Herkunft und Vater der Malerin Frida Kahlo († 1941)
- 27. Oktober: Friedrich Dietz von Weidenberg, österreichischer Architekt und Sportschütze († 1941)
- 29. Oktober: Narziß Kaspar Ach, deutscher Psychologe und Hochschullehrer († 1946)
- 30. Oktober: Paul Valéry, französischer Philosoph, Essayist, Schriftsteller und Lyriker († 1945)
- 31. Oktober: Otto Aichel, deutscher Embryologe, Anatom, Anthropologe und Hochschullehrer († 1935)
- 31. Oktober: Gábor Finály, ungarischer Klassischer Philologe und Archäologe († 1951)

### November
- 01. November: Aleksandr Spendiarjan, armenischer Komponist († 1928)
- 01. November: Stephen Crane, US-amerikanischer Schriftsteller († 1900)
- 02. November: Arthur Tetzlaff, deutscher Verleger († 1949)
- 03. November: Hanns Heinz Ewers, deutscher Schriftsteller und Filmemacher († 1943)
- 05. November: Aḥmad Taimūr Pascha, ägyptischer Gelehrter († 1930)
- 09. November: Hans Angerer, österreichischer Gymnasialprofessor, Geologe und Politiker († 1944)
- 10. November: Winston Churchill, US-amerikanischer Schriftsteller († 1947)
- 11. November: Leopold Kunschak, österreichischer Politiker († 1953)
- 15. November: Erich Tschermak-Seysenegg, österreichischer Botaniker († 1962)
- 16. November: Hugo Lederer, deutscher Bildhauer († 1940)
- 19. November: Jack Flett, kanadischer Lacrossespieler († 1932)
- 19. November: Edward H. Moore, US-amerikanischer Politiker († 1950)
- 21. November: Panajot Pipkow, bulgarischer Komponist († 1942)
- 22. November: Bernard Berg, US-amerikanischer Turner deutscher Herkunft († 1949)
- 24. November: Alexander Steffen, deutscher Gartenbaudirektor, Pflanzenzüchter und Autor († 1954)
- 25. November: Jelena Nikandrowna Klokatschowa, russische bzw. sowjetische Malerin († 1943)
- 26. November: Justin Godart, französischer Politiker († 1956)
- 26. November: Pat Morris Neff, US-amerikanischer Politiker († 1952)
- 28. November: Gerardo Machado, kubanischer Präsident und Diktator († 1939)
- 28. November: Paul Moreau-Vauthier, französischer Bildhauer († 1936)
- 28. November: Carl August Walbrodt, deutscher Schachspieler († 1902)

### Dezember
- 01. Dezember: George Howard Williams, US-amerikanischer Politiker († 1963)
- 05. Dezember: Doi Bansui, japanischer Dichter und Übersetzer († 1952)
- 06. Dezember: Archibald Montgomery-Massingberd, Feldmarschall und Chef des Imperialen Generalstabs († 1947)
- 08. Dezember: Thomas Butler, britischer Tauzieher († 1928)
- 09. Dezember: Charles Bennett, britischer Leichtathlet und Olympiasieger († 1948)
- 09. Dezember: Carl von Moers, deutscher Reiter († 1957)
- 09. Dezember: Iwan Abramowitsch Morosow, russischer Kunstsammler († 1921)
- 13. Dezember: Emily Carr, kanadische Malerin und Schriftstellerin († 1945)
- 13. Dezember: Albin Müller, deutscher Architekt, Pädagoge und Gestalter († 1941)
- 14. Dezember: August von Hayek, österreichischer Botaniker († 1928)
- 14. Dezember: Harald Moltke, dänischer Porträt- und Landschaftsmaler († 1960)
- 15. Dezember: Herbert James Hagerman, US-amerikanischer Politiker († 1935)
- 15. Dezember: Max Wulff, deutscher Maler, Grafiker und Illustrator († 1947)
- 17. Dezember: Lazarus Goldschmidt, litauisch-britischer Orientalist († 1950)
- 20. Dezember: Andreas Blunck, deutscher Jurist und Politiker († 1933)
- 20. Dezember: Henry Kimball Hadley, US-amerikanischer Komponist und Dirigent († 1937)
- 21. Dezember: Charles Galloway, US-amerikanischer Komponist († 1931)
- 24. Dezember: Timothy Thomas Ansberry, US-amerikanischer Jurist und Politiker († 1943)
- 25. Dezember: Jan Maria Michał Kowalski, polnischer Bischof der Altkatholischen Kirche der Mariaviten († 1942)
- 25. Dezember: Harvey Sims, kanadischer Curler († 1945)
- 28. Dezember: Marie Luise Becker, deutsche Schriftstellerin († 1960)
- 28. Dezember: Frank B. Willis, US-amerikanischer Politiker († 1928)
- 29. Dezember: Emmanuel Foulon, belgischer Bogenschütze († 1945)
- 29. Dezember: Ernest Gibson, US-amerikanischer Politiker († 1940)
- 29. Dezember: John Leonard, kanadischer Curler († 1944)
- 29. Dezember: Giuseppe Motta, Schweizer Politiker († 1940)
- 30. Dezember: Otto Ruff, deutscher Chemiker († 1939)
- 21. oder 31. Dezember: Charles Dalmorès, französischer Sänger (Tenor) († 1939)

### Genaues Geburtsdatum unbekannt
- Ronald M. Grant, US-amerikanischer Organist und Kirchenmusiker († 1910)
- Hagop Iskender, armenisch-türkischer Fotograf († 1949)
- Hassan Mostofi, Premierminister Irans († 1932)
- Palmièri, kanadischer Schauspieler († 1950)
- José Ramos Preto, Ministerpräsident von Portugal († 1949)
- Karol Tichy, polnischer Maler († 1939)

## Gestorben

### Erstes Quartal
- 01. Januar: Friedrich Lichtenberg, hessischer Jurist und Politiker (* 1801)
- 04. Januar: Vincent Adler, ungarischer Komponist (* 1826)
- 06. Januar: Jakob Hofstätter, Schweizer Mediziner und Schriftsteller in Mundart (* 1825)
- 08. Januar: José de la Trinidad Francisco Cabañas Fiallos, Staatschef von Honduras (* 1805)
- 11. Januar: Carl Weichselbaumer, deutscher Schriftsteller (* 1791)
- 13. Januar: Henriette d’Angeville, französische Bergsteigerin (* 1794)
- 13. Januar: Auguste Anicet-Bourgeois, französischer Theaterdichter (* 1806)
- 13. Januar: Samuel Preiswerk, Schweizer reformierter Theologe (* 1799)
- 14. Januar: Ehrenreich Eichholz, deutscher Redakteur, Schriftsteller und Liberaler (* 1807)
- 16. Januar: Jacques-Louis Randon, französischer General, Marschall von Frankreich (* 1795)
- 21. Januar: Jan Jacob Rochussen, Gouverneur von Niederländisch-Indien (* 1797)
- 23. Januar: Friedrich Anton Wilhelm Miquel, deutscher Botaniker (* 1811)
- 25. Januar: Thomas Garrett, US-amerikanischer Abolitionist (* 1789)
- 25. Januar: Wilhelm Weitling, deutscher Frühsozialist (* 1808)
- 30. Januar: Azzan ibn Qais, Sultan und Iman von Maskat und Oman
- 01. Februar: Alexander Nikolajewitsch Serow, russischer Komponist (* 1820)
- 03. Februar: Josef von Miller zu Aichholz, österreichischer Großindustrieller (* 1797)
- 04. Februar: Hermann von Pückler-Muskau, deutscher Standesherr, Park-Gestalter (* 1785)
- 05. Februar: Jean-Jacques-Caton Chenevière, Schweizer evangelischer Geistlicher und Hochschullehrer (* 1783)
- 07. Februar: Rudolf von Feistmantel, österreichischer Forstwissenschaftler (* 1805)
- 07. Februar: Heinrich Steinweg, deutschstämmiger US-amerikanischer Klavierbauer (* 1797)
- 08. Februar: Ignác Ondříček, tschechischer Geiger und Kapellmeister (* 1807)
- 08. Februar: Moritz von Schwind, österreichisch-deutscher Maler (* 1804)
- 09. Februar: Augustus Applegath, britischer Erfinder (* 1788)
- 14. Februar: Johann Friedrich Palm, deutscher Altphilologe und Lexikograf (* 1813)
- 16. Februar: Philippe Jacques van Bree, belgischer Maler, Bildhauer und Architekt (* 1786)
- 17. Februar: Peter F. Causey, US-amerikanischer Politiker (* 1801)
- 20. Februar: Paul Kane, kanadischer Maler (* 1810)
- 21. Februar: Johann Peter Behaghel, deutscher Gymnasiallehrer (* 1805)
- 24. Februar: Christian Zetlitz Bretteville, norwegischer Politiker (* 1800)
- 24. Februar: Julius Weisbach, deutscher Mathematiker und Ingenieur (* 1806)
- 03. März: Heinrich Bernhard von Andlaw-Birseck, badischer Politiker und Ultramontanist (* 1802)
- 03. März: Michael Thonet, deutscher Tischlermeister, Industrieller und Möbeldesigner (* 1796)
- 08. März: Francesco Scalini, österreichischer Ingenieur und Politiker (* 1792)
- 12. März: Heinrich Cramer, Schweizer Metzger und Volksdichter (* 1812)
- 18. März: Augustus de Morgan, englischer Mathematiker (* 1806)
- 18. März: Georg Gottfried Gervinus, deutscher Historiker und nationalliberaler Politiker (* 1805)
- 19. März: Wilhelm Ritter von Haidinger, österreichischer Geologe und Mineraloge (* 1795)
- 28. März: Adalbert Heinrich Graf von Baudissin, deutscher Schriftsteller (* 1820)

### Zweites Quartal
- 01. April: Auguste Friederike, Prinzessin von Hessen-Homburg und Erbgroßherzogin von Mecklenburg-Schwerin (* 1776)
- 02. April: Petrus Schulz, deutscher Geigenbauer (* 1808)
- 03. April: Pedro José Arce y Fagoaga, Präsident von El Salvador (* 1801)
- 06. April: Josef Naus, deutscher Offizier und Vermessungstechniker (* 1793)
- 07. April: Wilhelm von Tegetthoff, Admiral in der österreich-ungarischen Kriegsmarine (* 1827)
- 15. April: Karl Benjamin Preusker, deutscher Archäologe, Bibliothekar und Gründer der ersten Volksbücherei Deutschlands (* 1786)
- 16. April: Francisco Javier de Istúriz, spanischer Staatsmann und Regierungspräsident Spaniens (* 1790)
- 16. April: Johann Oppolzer, österreichischer Arzt, Internist und Hochschullehrer (* 1808)
- 21. April: Elisabeth Grube, deutsche Dichterin und Schriftstellerin (* 1803)
- 26. April: Ludwig Franz Alexander Winther, deutscher Pathologe und Ophthalmologe (* 1812)
- 28. April: Johann Viktor Gruol der Jüngere, deutscher Orgelbauer (* 1807)
- 28. April: William Drummond Stewart, britischer Offizier und Abenteurer (* 1795)
- 29. April: Heinrich Hirzel, Schweizer evangelischer Geistlicher (* 1818)
- 29. April: Otto Speckter, deutscher Zeichner und Radierer (* 1807)
- 01. Mai: Andreas Andresen, deutscher Kunstbuchautor (* 1828)
- 11. Mai: John Herschel, britischer Astronom (* 1792)
- 12. Mai: Daniel-François-Esprit Auber, französischer Komponist (* 1782)
- 13. Mai: Anselme Payen, französischer Chemiker, Physiker und Mathematiker (* 1795)
- 14. Mai: Agénor Étienne de Gasparin, französischer Publizist und Politiker (* 1810)
- 18. Mai: Heinrich Karsten, deutscher evangelisch-lutherischer Theologe (* 1792)
- 18. Mai: Eduard Friedrich Weber, deutscher Physiologe und Arzt (* 1806)
- 22. Mai: Friedrich Halm, österreichischer Dichter und Dramatiker (* 1806)
- 22. Mai: Leopold IV., Herzog von Anhalt-Dessau (* 1794)
- 23. Mai: Gustave Chaudey, französischer Jurist und Politiker (* 1817)
- 23. Mai: Jarosław Dąbrowski, polnischer revolutionärer Demokrat, Oberbefehlshaber der Pariser Kommune (* 1836)
- 24. Mai: Georges Darboy, Erzbischof von Paris (* 1813)
- 26. Mai: Aimé Maillart, französischer Komponist (* 1817)
- 27. Mai: Eduard Bürklein, deutscher Architekt (* 1816)
- 29. Mai: Blasius Kozenn, österreichischer Kartograph (* 1821)
- 04. Juni: Rudolph Oppenheim, deutscher Bankier (* 1811)
- 07. Juni: Immanuel Bekker, deutscher Altphilologe (* 1785)
- 09. Juni: Anna Atkins, englische Botanikerin und Fotopionierin (* 1799)
- 13. Juni: Jean Eugène Robert-Houdin, französischer Magier (* 1805)
- 14. Juni: Moritz Rathenau, deutscher Kaufmann und Unternehmer (* 1799)
- 24. Juni: Karl Theodor Albert Liebner, deutscher lutherischer Theologe, Philologe und Historiker (* 1806)

### Drittes Quartal
- 01. Juli: Jean-Baptiste Farochon, französischer Medailleur und Bildhauer (* 1812)
- 01. Juli: Charles Texier, französischer Reisender, Architekt und Archäologe (* 1802)
- 07. Juli: Gregor Arvay, ungarischer katholischer Geistlicher, Lehrer und Schriftsteller (* 1790)
- 09. Juli: Philipp-August von Amsberg, deutscher Eisenbahn-Generaldirektor (* 1788)
- 17. Juli: Carl Tausig, polnischer Pianist, Komponist und Musikpädagoge (* 1841)
- 25. Juli: Hermann Freese, deutscher Maler (* 1819)
- 31. Juli: Phoebe Cary, US-amerikanische Lyrikerin (* 1824)
- 04. August: Tāmati Wāka Nene, Stammesführer der Māori in Neuseeland (* 1785)
- 06. August: Miroslav Vilhar, slowenischer Autor, Komponist und Politiker (* 1818)
- 07. August: Edmund Bojanowski, Seliger, polnischer Ordensgründer (* 1814)
- 11. August: Jean-Chrysostome Brauneis, kanadischer Komponist und Organist (* 1814)
- 13. August: Joseph Alois Graf von Attems-Heiligenkreuz, österreichischer Feldmarschalleutnant und Landkomtur des Deutschen Ordens (* 1780)
- 27. August: Paul de Kock, französischer Schriftsteller (* 1793)
- 000August: Joseph Charlot, französischer Komponist (* 1827)
- 01. September: Ernst Friedrich Gelpke, Schweizer evangelischer Geistlicher und Hochschullehrer (* 1807)
- 03. September: Václav Emanuel Horák, tschechischer Komponist (* 1800)
- 04. September: Alfred de Bougy, französischer Schriftsteller (* 1814)
- 06. September: Ludwig Dindorf, deutscher Altphilologe (* 1805)
- 06. September: Mehmed Emin Ali Pascha, osmanischer Staatsmann (* 1815)
- 09. September: Louis Edouard Bouet-Willaumez, französischer Admiral (* 1808)
- 09. September: Stand Watie, Angehöriger der Cherokee und General des konföderierten Heeres im Sezessionskrieg (* 1806)
- 13. September: Hermann Albert Daniel, deutscher geographischer Schriftsteller (* 1812)
- 13. September: Şinasi, türkischer Dichter, Schriftsteller (* 1826)
- 16. September: Heinrich Marr, deutscher Schauspieler (* 1797)
- 16. September: Jean-André-Tiburce Sébastiani, französischer General (* 1786)
- 21. September: Robert Marcellus Stewart, US-amerikanischer Politiker (* 1815)
- 25. September: Arvid August Afzelius, schwedischer Volksliedsammler (* 1785)

### Viertes Quartal
- 04. Oktober: Sarel Arnoldus Cilliers, burischer Prediger und Voortrekker-Anführer (* 1801)
- 05. Oktober: Alexander Nikolajewitsch Afanassjew, russischer Herausgeber und Märchenforscher (* 1826)
- 07. Oktober: John Fox Burgoyne, englischer Feldmarschall (* 1782)

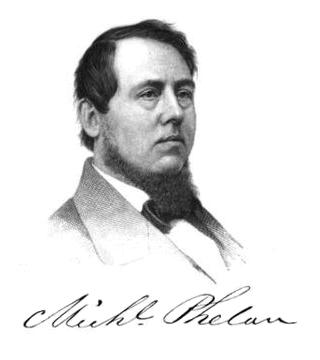
Michael Phelan

- 07. Oktober: Michael Phelan, US-amerikanischer Billardspieler und Unternehmer (* 1817)
- 08. Oktober: Félix Lambrecht, französischer Politiker (* 1819)
- 10. Oktober: Berthold Carl Seemann, deutscher Botaniker (* 1825)
- 18. Oktober: Karl Friederichs, deutscher Archäologe (* 1831)
- 18. Oktober: Charles Babbage, englischer Mathematiker, Philosoph und Erfinder (* 1791)
- 22. Oktober: Roderick Murchison, schottischer Geologe und Paläontologe (* 1792)
- 23. Oktober: Guillaume de Felice, Schweizer evangelischer Geistlicher und Hochschullehrer (* 1803)
- 24. Oktober: Julius Theodor Christian Ratzeburg, deutscher Zoologe, Entomologe und Forstwissenschaftler (* 1801)
- 25. Oktober: Alexander Mendelssohn, deutscher Bankier (* 1798)
- 26. Oktober: Thomas Ewing, US-amerikanischer Politiker (* 1789)
- 05. November: James McCleery, US-amerikanischer Politiker (* 1837)
- 08. November: Charles Francis Hall, US-amerikanischer Polarforscher (* 1821)
- 23. November: José Mariano Melgarejo, Präsident von Bolivien (* 1820)
- 28. November: Louis Rossel, französischer Offizier (* 1844)
- 29. November: John Bigler, 3. Gouverneur von Kalifornien (* 1805)
- 05. Dezember: John Durant Ashmore, US-amerikanischer Politiker (* 1819)
- 06. Dezember: James Yorke Scarlett, britischer General (* 1799)
- 09. Dezember: Josef Mánes, tschechischer Maler und Vertreter der Romantik (* 1820)
- 16. Dezember: Willibald Alexis, deutscher Schriftsteller und Dichter (* 1798)
- 17. Dezember: Henry Theodore Tuckerman, US-amerikanischer Schriftsteller (* 1813)
- 21. Dezember: Louise Aston, deutsche Schriftstellerin (* 1814)
- 21. Dezember: Tomás Bobadilla,  dominikanischer Politiker und Jurist und der erste Präsident der Junta Central Gubernativa Definitiva der Dominikanischen Republik (* 1785)

### Genaues Todesdatum unbekannt
- Carl Friedrich Koch, deutscher Mediziner und Pädagoge (* 1802)